# Япония
Япо́ния (яп. 日本 Нихон, Ниппон, букв. «место, где восходит Солнце»), официальное название — Госуда́рство Япо́ния (яп. 日本国 «Нихон коку», «Ниппон коку»о файле), — островное государство в Восточной Азии. Находится в Тихом океане к востоку от Японского моря, Китая, Северной и Южной Кореи, России. Занимает территорию от Охотского моря на севере до Восточно-Китайского моря и Тайваня на юге. Поэтическое название — Страна́ восходя́щего со́лнца.
Страна расположена на Японском архипелаге, состоящем, по подсчётам властей страны, из 14 125 островов. Четыре крупнейших острова — Хонсю, Хоккайдо, Кюсю и Сикоку — составляют свыше 95 % общей площади архипелага. Большинство островов горные, многие вулканические. Высшая точка Японии — вулкан Фудзияма (3776 м). С населением почти 126 миллионов человек, она занимает одиннадцатое место в мире. Большой Токио, включающий в себя столицу государства Токио и несколько близлежащих префектур, с населением более 30 миллионов человек является крупнейшей городской агломерацией в мире.
По форме государственного устройства это — децентрализованное унитарное государство, по форме политического режима — демократическое государство.
Являясь великой экономической державой по состоянию на 2023 год, страна занимает четвёртое место в мире по номинальному ВВП и по ВВП, рассчитанному по паритету покупательной способности. Является четвёртым по величине экспортёром и шестым по величине импортёром.
Япония заняла 3-е место после Китая по расходам (ППС) на НИОКР в 2020 году и сохранила 13-е место в рейтинге Глобального инновационного индекса по итогам 2024 года. Из ста лучших научно-технологических кластеров мира три размещены здесь, при этом Токио — Иокогама возглавил рейтинг, а Осака — Кобе — Киото оказался седьмым. Япония замыкает пятёрку стран-лидеров по количеству публикаций в высококачественных научных журналах (Nature Index, 2024 г.).
Япония — развитая страна с очень высоким уровнем жизни (девятнадцатое место по индексу развития человеческого потенциала). Здесь одна из самых высоких ожидаемых продолжительностей жизни (в 2017 году она составила 85,3 года) и один из самых низких уровней младенческой смертности.
Государственный язык страны — японский — является изолированным языком и распадается на множество диалектов. В Японии, кроме японцев, также живут айны, говорящие на другом изолированном языке, не родственном японскому, — айнском.
Япония входит в число стран — членов «Большой семёрки» и АТЭС, а также регулярно избирается непостоянным членом Совета Безопасности ООН. Страна официально отказалась от права вести войну, но имеет силы самообороны, которые используются также и в миротворческих операциях. К 2020-м годам обладает одним из самых крупных военных бюджетов в мире.
Является единственной страной в мире, против которой было применено ядерное оружие.
Император Японии — Нарухито (с 1 мая 2019 года), премьер-министр — Сигэру Исиба (с 1 октября 2024 года), председатель Либерально-демократической партии Японии (с 27 сентября 2024 года).

## Этимология
Первое упоминание в русских источниках о Японии как Нифон относится к XVII веку.
Русское слово «Япония» — экзоним, пришедшее, предположительно, из немецкого языка, хотя вокализм больше соответствует французскому Japon, что более достоверно. Iапонию упоминает Иоанн Ужевич в «Грамматыке словенской» (1643).
В период от Реставрации Мэйдзи до конца Второй мировой войны полное название Японии звучало как Дай Ниппон Тэйкоку (大日本帝國), что означает «Великая Японская империя». Сейчас официальное название страны — Нихон коку или Ниппон коку (日本国). Сами японцы называют страну Ниппон слушатьо файле или Нихон слушатьо файле, оба варианта записываются с помощью кандзи (日本). Первый часто используется в качестве официального — например, на иенах, почтовых марках и в названиях многих спортивных событий. Нихон обычно используется в быту. Себя японцы называют нихондзин (日本人), а свой язык — нихонго (日本語).
Нихон буквально означает «место, где восходит Солнце», и это название часто переводят как «Страна восходящего солнца». Так называли Японию китайцы в переписке императора Японии с китайской династией Суй, поскольку Япония расположена восточнее Китая. Изначально иероглифы 日本 представляли собой прозвище страны, они появились в конце VII века и читались как Хиномото; чтения Нихон и Ниппон стали употреблять начиная с периода Нара. До этого страна называлась Ямато (大和) или по-китайски — Ва (倭), Вагоку (倭国), также японцы использовали самоназвания-эвфемизмы «Великая страна восьми островов» (大八嶋国, ооясимагуни), «Страна в тростниковых равнинах» (葦原中国, асихара-но накацукуни), «Страна обильных тростниковых равнин, молодых рисовых ростков» (葦原千五百秋瑞穂国, асихара-но тииоаки-но мидзухо-но куни).

## География

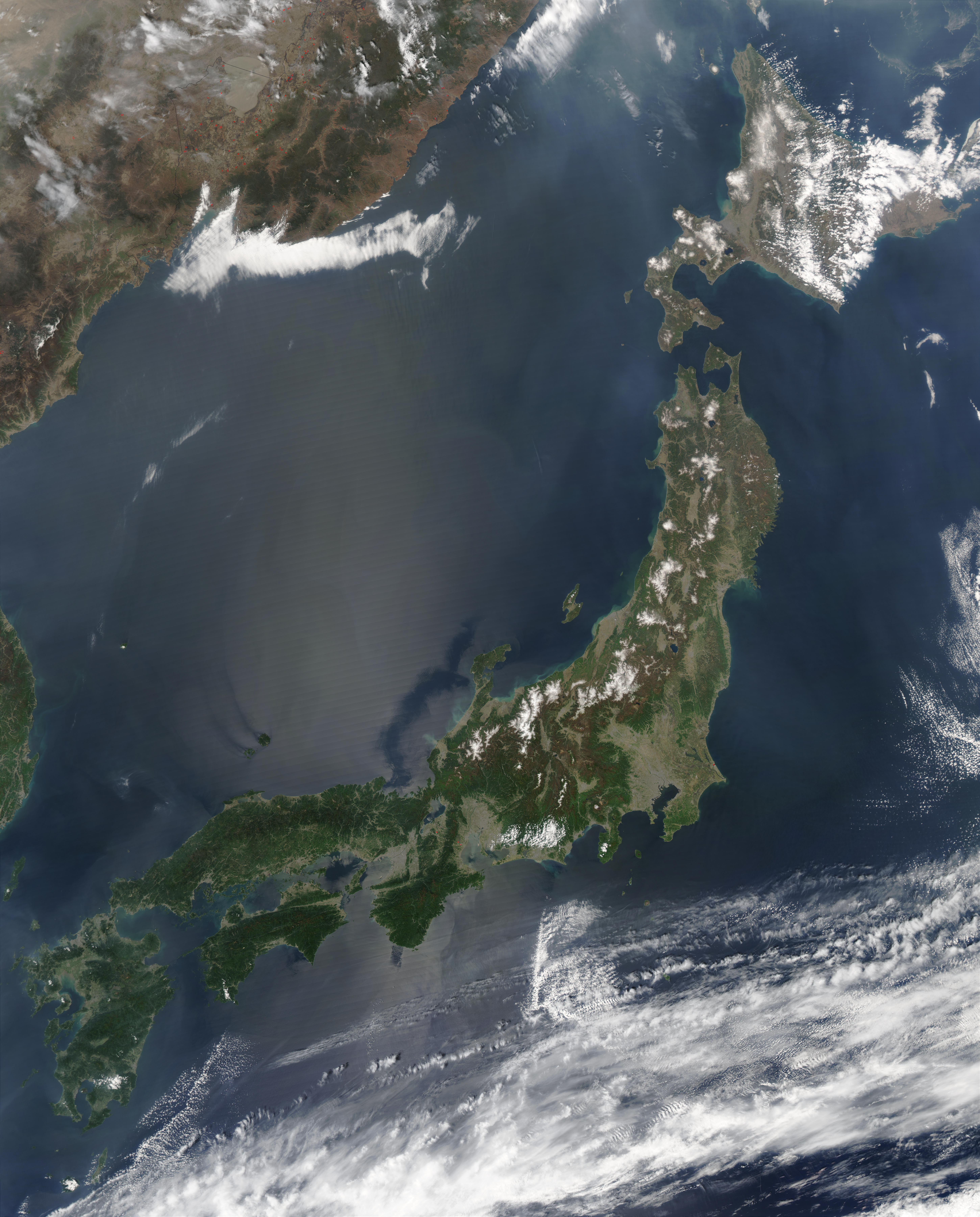
Вид Японии со спутника

Япония расположена на большом стратовулканическом архипелаге, находящемся у тихоокеанского побережья Северо-Восточной Азии и входящем в систему тихоокеанского вулканического огненного кольца. В соответствии с системой географических координат, самый большой по площади и численности жителей остров Японии лежит около 36° к северу от экватора и 138° к востоку от гринвичского меридиана. Страна располагается к северо-востоку от Китая и Тайваня (отделена от них Восточно-Китайским морем) и строго на востоке от Кореи (отделена Японским морем). Севернее Японии находится Дальний Восток, географическая область России.
Крупнейшие острова архипелага (с севера на юг) — Хоккайдо, Хонсю, Сикоку и Кюсю. Также в состав страны входят 6848 меньших островов, включая Окинаву, некоторые из них обитаемы, а некоторые — нет. Япония занимает около 377,9 тыс. км² (2006), из которых 364,4 тыс. км² составляет суша, а 13,5 тыс. км² — водное пространство. Без спорных территорий площадь страны оценивается в 372,8 тыс. км². Япония по своему размеру больше, чем Германия, Малайзия, Новая Зеландия и Великобритания, она в 1,7 раз больше Кореи и в 10 — Тайваня.
Общая протяжённость береговой линии — 19 240 км (2008), крупнейшие полуострова — Кии и Осима. Южные острова Рюкю окаймлены коралловыми рифами.
В Японии 108 действующих вулканов. В течение XX века появилось несколько новых, среди которых вулканический купол Сёва-Синдзан и кратер Мёдзин.

### Крайние точки
Самая северная точка страны — остров Бэнтэндзима, к северо-западу от мыса Соя (45°31′ с. ш.); самая южная точка — атолл Окинотори (20°25′ с. ш.). Самая западная точка — мыс Иридзаки на острове Йонагуни (122°56′ в. д.), самая восточная точка — остров Минамитори (153°59′ в. д.). Самая высокая точка — вулкан Фудзияма (3776 м).

### Рельеф

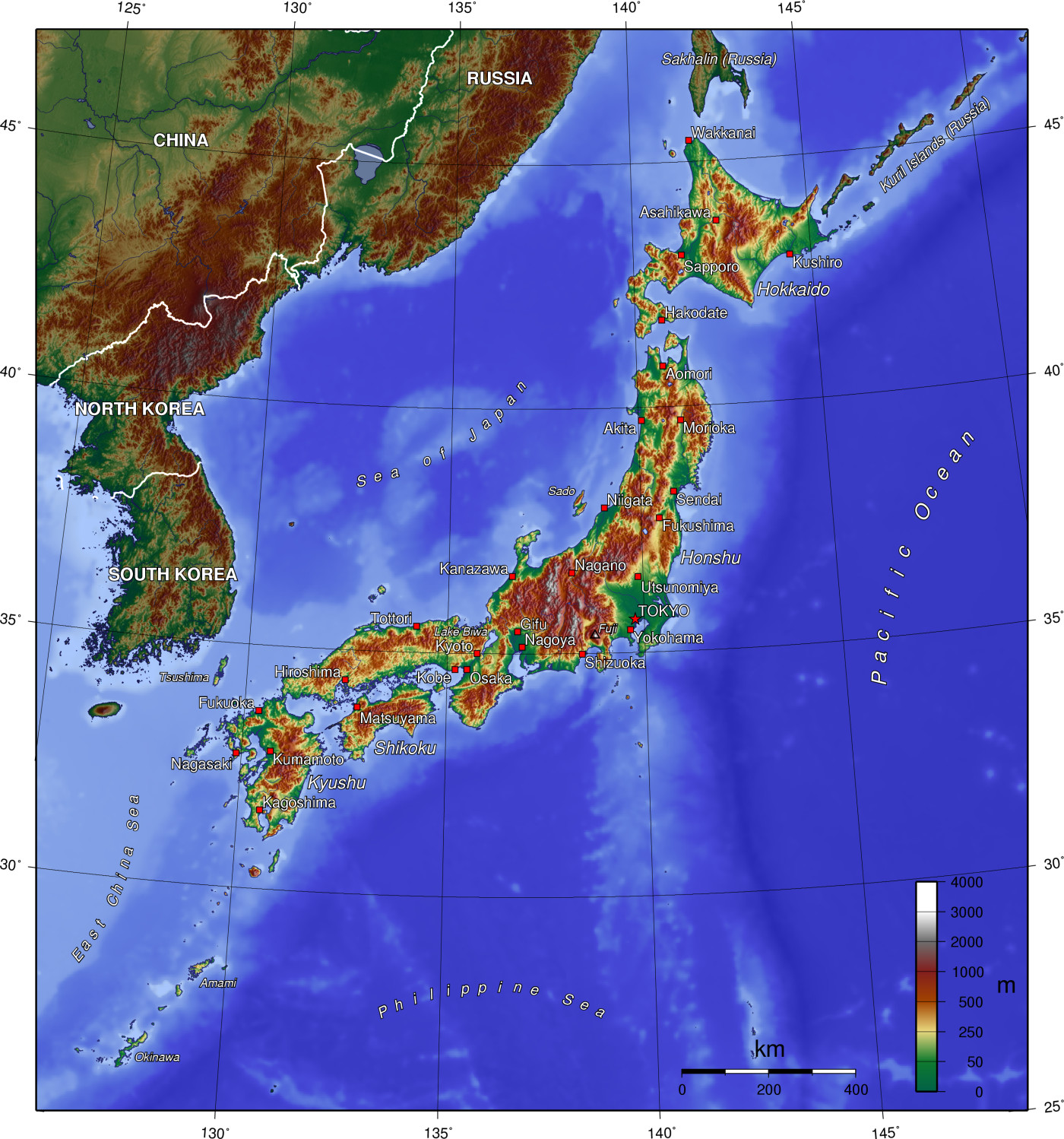
Физическая карта Японии

Япония покрыта возвышенностями и низкими и средневысотными горами, составляющими свыше 75 % территории страны. Низменности располагаются отдельными участками вдоль побережий страны. Крупнейшая низменность — Канто, занимающая около 17 000 км².
Основные хребты Хоккайдо являются продолжением цепей Сахалина и Курильских островов. Они протягиваются с севера на юг и с северо-востока на юго-запад. Высочайшая точка острова — гора Асахи (2290 м) — расположена в районе их пересечения.
В северной части острова Хонсю находятся три продольные цепи средневысотных гор, разделённые долинами и котловинами. Осевое положение занимает хребет Оу, к востоку от него расположены хребты Китаками и Абукума, а к западу — хребты Дэва и Этиго; центральные и западные цепи увенчаны вулканами. В средней части остров пересекает зона разломов под названием Фосса-Магна (длиной около 250 км), над которой возвышается ряд вулканов, в том числе самый высокий в Японии — Фудзияма (3776 м). В центральной части Хонсю расположены Японские Альпы — хребты Хида, Кисо и Акаиси, вершины которых большую часть года покрыты снегом. На юго-западе в пределах тектонического понижения находится равнина Кинки и озеро Бива. Две полосы гор — северная (внутренняя), протягивающаяся по оси западной части Хонсю, и южная (внешняя) — на полуострове Кии, островах Сикоку и Кюсю, разделяются этим тектоническим понижением, на западном продолжении которого расположено Внутреннее Японское море.
Наибольшая высота острова Сикоку — гора Исидзути (1981 м), острова Кюсю — вулкан Кудзю (1788 м). На островах Рюкю преобладают плато и низкогорья.

### Полезные ископаемые
В Японии мало полезных ископаемых. Сера занимает центральное место в японской горной промышленности (в 2010 году было добыто 3,4 миллиона тонн серы, 6 место в мире). Также Япония занимает 2 место в мире по добыче иода (9500 тонн в 2015 году) и 1 место по запасам иода (5 миллионов тонн). Кроме этого, Япония в небольших количествах добывает нефть (136,8 тысяч баррелей в день в 2015 году, 43 место), природный газ (4,7 млрд м3 в 2014 году, 21 место), золото (7,2 тонны в 2012 году, 38 место), серебро (3,58 тонны в 2012 году, 48 место). По данным на 1976 год, запасы угля составляли 8630 млн т; железной руды — 228 млн т; серы — 67,6 млн т; марганцевой руды — 5,4 млн т; свинцово-цинковой руды — 4,7 млн т; нефти — 3,8 млн т; медной руды — 2,0 млн т; хромитов — 1,0 млн т.

### Водные ресурсы
Япония покрыта густой сетью коротких полноводных рек, в основном горных. Среди них крупнейшими являются Синано, Тонэ, Китаками и Исикари. На реках бассейна Японского моря отмечается зимне-весеннее половодье, на реках бассейна Тихого океана — летнее; периодически бывают наводнения, особенно в результате прохождения тайфунов. Воды многих рек используются для орошения. Озёра многочисленны и разнообразны по происхождению: крупнейшее в Японии озеро Бива (площадь 670 км²) расположено в тектонической впадине, также встречаются вулканические (Инавасиро, Товада, Куттяро) и лагунные (Касумигаура, Сарома) озёра.

### Климат
Япония относится к температурной зоне с четырьмя отличающимися сезонами, но её климат колеблется от низких температур на севере до субтропических — на юге. Климат также зависит от сезонных ветров, дующих с континента зимой и в обратном направлении — летом.
Японию можно условно разделить на шесть климатических зон:
- Хоккайдо относится к зоне низких температур, для него характерны долгая морозная зима и прохладное лето.
- В Японском море северо-восточный сезонный ветер зимой приносит сильные снегопады. Летом менее тепло, чем в зоне Тихого океана, но иногда наблюдаются экстремально-высокие температуры вследствие феномена фёна.
- Климат Центральной возвышенности[англ.] представляет собой типичный островной климат с большим разбросом температуры зимой и летом, ночью и днём.
- В зоне Внутреннего Японского моря климат умеренный благодаря тому, что горы в регионах Тюгоку и Сикоку блокируют сезонные ветры.
- Для зоны Тихого океана характерны холодные зимы с редкими снегопадами, а также обычно жаркое и влажное лето во время южно-восточного сезонного ветра.
- Юго-западные острова — зона с субтропическим климатом. Зима тёплая, лето жаркое. Уровень осадков очень высок, что выражается в существовании сезона дождей и возникновении тайфунов.

### Природные опасности

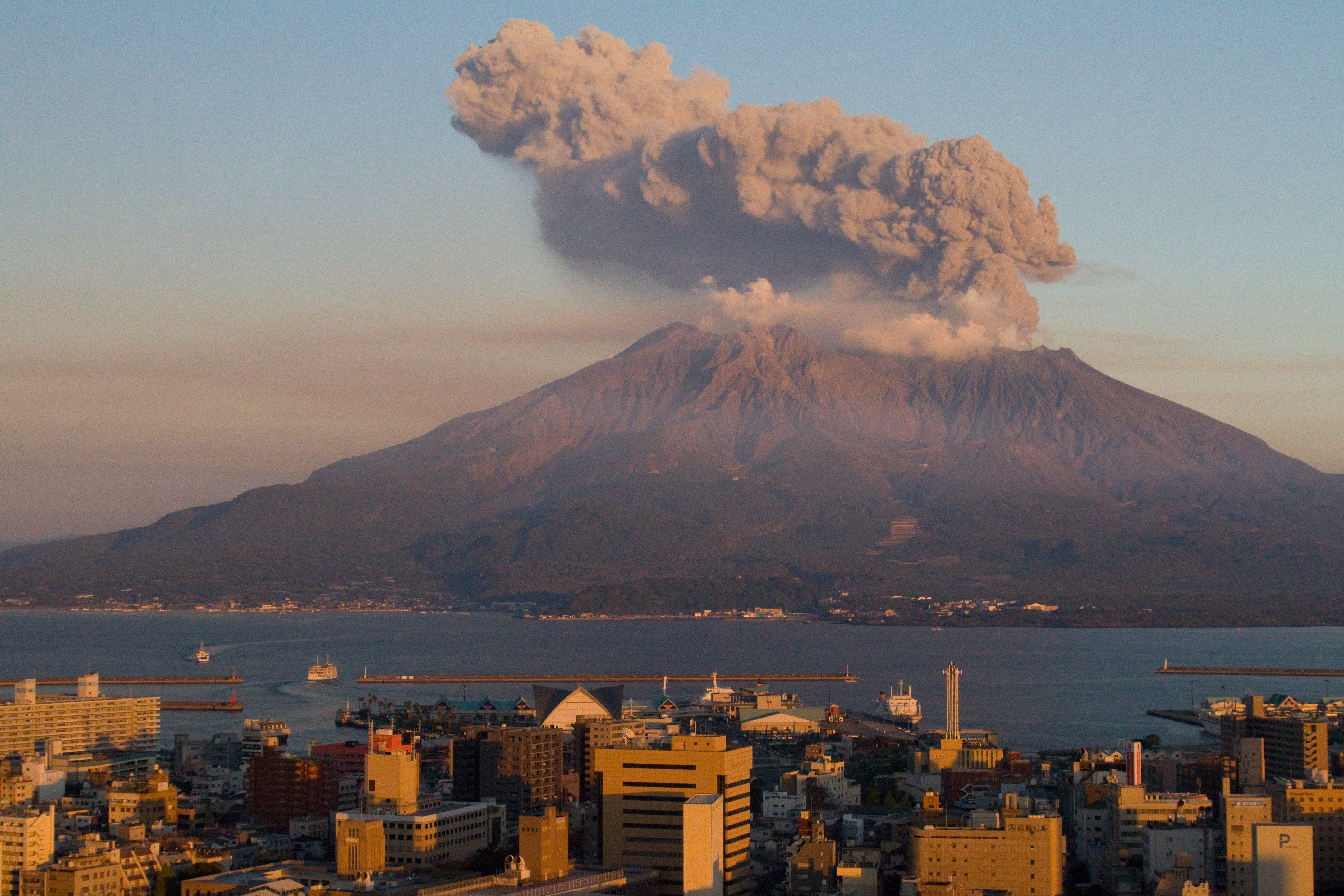
Сакурадзима

Японские острова входят в систему тихоокеанского вулканического огненного кольца. 10 % мировой вулканической активности в начале 1990-х было зарегистрировано в Японии. До 1500 землетрясений каждый год магнитудой от 4 до 6 не являются чем-то необычным. Небольшие землетрясения происходят ежедневно в разных частях страны, вызывая вздрагивание зданий.
Япония пережила несколько крупнейших землетрясений:
- 1 сентября 1923 года произошло великое землетрясение Канто (магнитудой 8,3), наиболее пострадавшие города Токио и Йокогама — погибли сотни тысяч (542 тысячи человек до сих пор числятся пропавшими без вести, 143 тысячи человек — погибшими), около миллиона осталось без крова в результате возникших пожаров.
- 17 января 1995 года произошло землетрясение в Кобе (магнитудой 7,3), погибло 6434 человек.
- 11 марта 2011 года у северо-восточного побережья произошло одно из самых крупных в истории Японии землетрясений магнитудой 9. Землетрясение вызвало разрушительное цунами. Больше всего пострадала префектура Мияги и город Сендай, где высота гребня волны достигла 10 м[31]. На побережье города Сендай были найдены от 200 до 300 тел погибших[32].

С 11 по 25 марта 2011 года в Японии произошла волна землетрясений магнитудой от 1 до 9. По словам очевидцев, во многих городах трясло безостановочно. Все эти землетрясения вызвали несколько мощных волн, обрушившихся на Японию, высотой от 3 до рекордных 10 метров. Под удар волн попала АЭС Фукусима-1, в результате чего на ней произошла авария, ставшая самой серьёзной радиационной аварией после аварии на Чернобыльской АЭС.
Эти события называют самым большим кризисом в Японии со времён Второй мировой войны.
Из-за частых землетрясений Япония стала мировым лидером по изучению и предсказанию землетрясений. Открытия в современных технологиях позволяют строить небоскрёбы даже в сейсмоактивных зонах.
Другой природной опасностью являются тайфуны (яп. 台風 тайфу:), которые приходят в Японию из Тихого океана.

### Флора

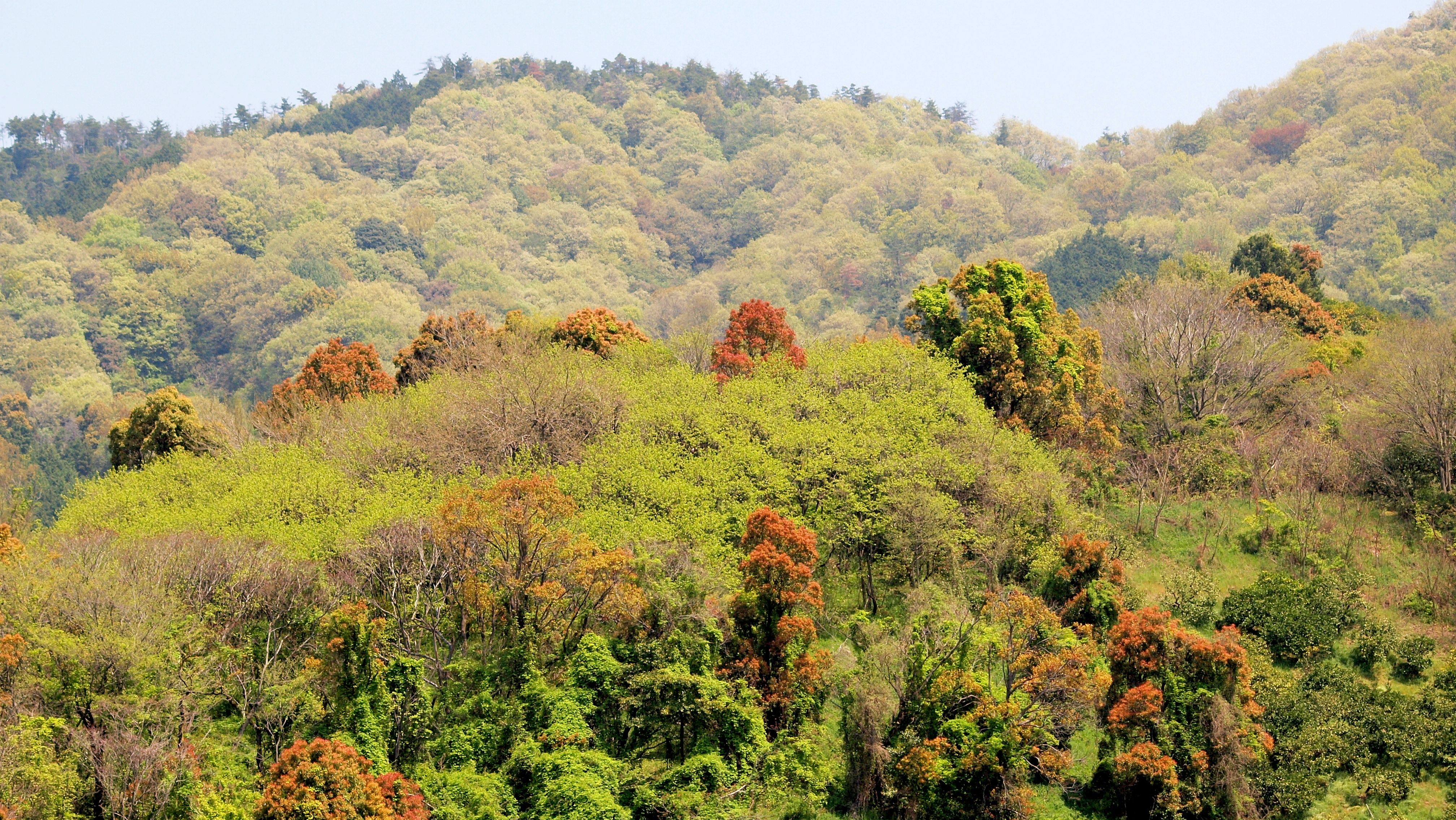
Леса Японии

Криптомерия японская

Леса покрывают свыше 66 % страны. Флора Японии насчитывает более 700 видов деревьев и кустарников и около 3000 видов трав.
На Хоккайдо преобладают хвойные леса из ели и пихты с густыми зарослями бамбука в подлеске. С высотой лес постепенно заменяется зарослями кедрового стланика и березняка, травянисто-кустарниковыми формациями и кустарниковыми пустошами. На севере острова верхняя граница хвойных лесов составляет 500 м, в южных районах они сменяются листопадными широколиственными лесами. На юго-западе Хоккайдо широколиственные леса поднимаются от побережья до высоты 500 м.
На Хонсю также распространены листопадные широколиственные леса, где растут дуб, бук, клён, каштан, ясень, липа и т. д. Они поднимаются до высоты в 1800 м, а хвойные леса заканчиваются на высоте 1800—2000 м. Нижние части склонов гор Хонсю к югу от 38° северной широты и склоны гор на островах Сикоку и Кюсю до высоты 800 м покрывают вечнозелёные субтропические леса (с наличием вечнозелёного дуба, магнолий, камфорного дерева, криптомерий, японского кипариса и др.) с богатым подлеском и обилием лиан. На крайнем юге Кюсю и островах Рюкю до высоты 300 м распространены муссонные леса, в которых встречаются пальмы, фикусы, древовидные папоротники, бамбук, орхидеи.

### Фауна

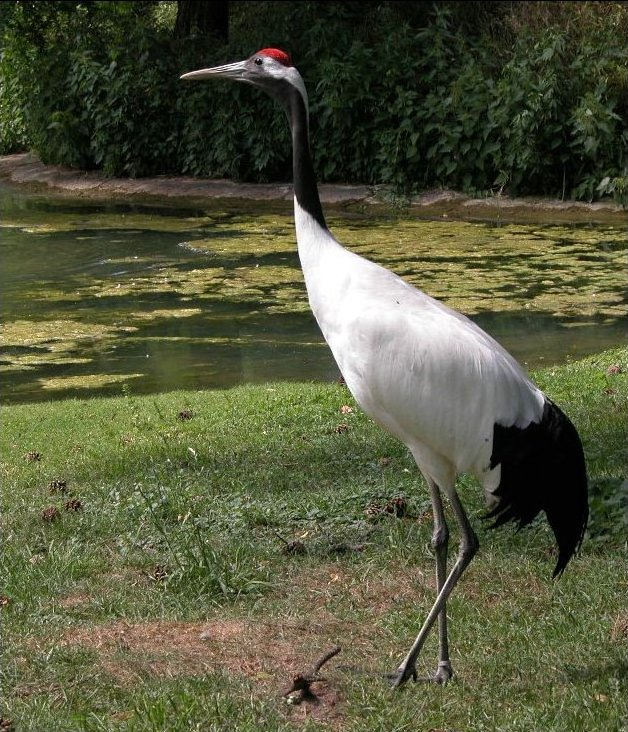
Японский журавль

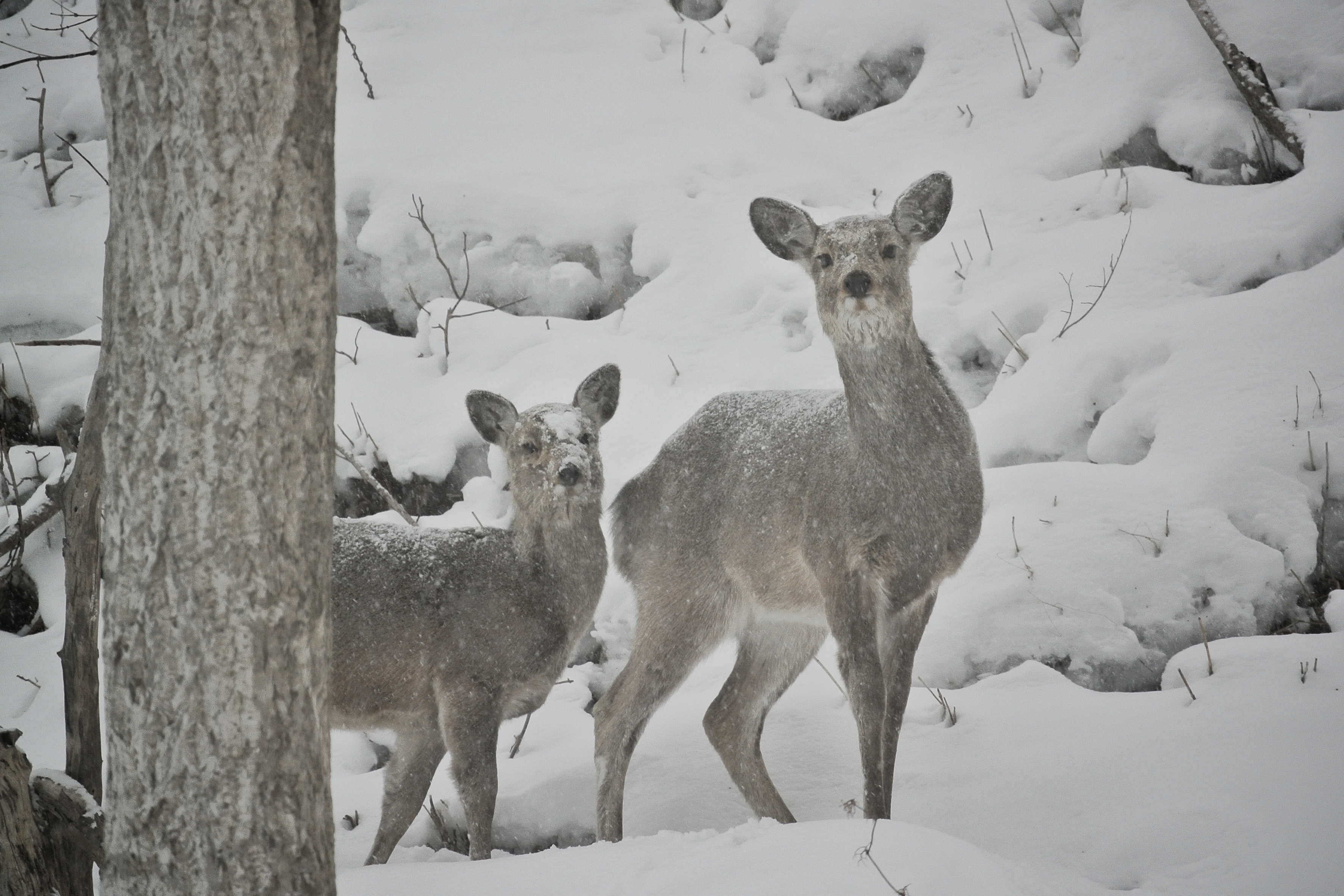
Олени на Хоккайдо зимой

Из-за островной изоляции Японии животный мир несколько обеднён по сравнению с материковым (а формы измельчены), но в стране сохранилось много эндемичных и реликтовых видов. Её фауна насчитывает 270 видов млекопитающих, около 800 видов птиц и 110 видов пресмыкающихся. В морях, омывающих страну, обитает свыше 600 видов рыб и более 1000 видов моллюсков. Из-за горного рельефа в основном преобладают виды, приспособленные к жизни в горных лесах.
Животный мир Японии тоже по-своему своеобразный, здесь водятся: японские макаки, японские журавли, китайские богомолы и другие.
На острове Хоккайдо встречаются бурый медведь, соболь, горностай, ласка. Кроме того, там и на острове Хонсю обитают волки, лисицы, азиатский барсук, енотовидные собаки, выдры и зайцы. Южнее Сангарского пролива живут белогрудые медведи, японские макаки, антилопы, исполинские саламандры. К югу от пролива Тогара в Японии обитает тропическая фауна.
Из птиц встречаются дятел, дрозд, синица, ласточка, скворец, тетерев, журавли, аист, ястреб, орёл, совы, у берегов много морских птиц. Типичный синантроп — большеклювая ворона. Также из врановых встречаются сорока, голубая сорока, сойка, кукша, чёрная ворона, кедровка. Пресноводные рыбы — карп, сом, угорь, миноги; искусственно разводят угрей и лососёвых, в том числе форель. Промысловые рыбы прибрежных вод — тихоокеанская сельдь, иваси, тунец, треска, камбала. Есть также крабы, креветки, устрицы.

### Почвы
Почвы Японии плохо пригодны для земледелия без их предварительной обработки. На севере страны распространены подзолистые и лугово-болотные почвы, в южной части умеренного пояса — бурые лесные почвы, в субтропиках и тропиках — желтозёмы и краснозёмы. В горах почвы преимущественно щебнистые, часто со включениями вулканических пеплов, на равнинах — окультуренные аллювиальные почвы.

### Экология

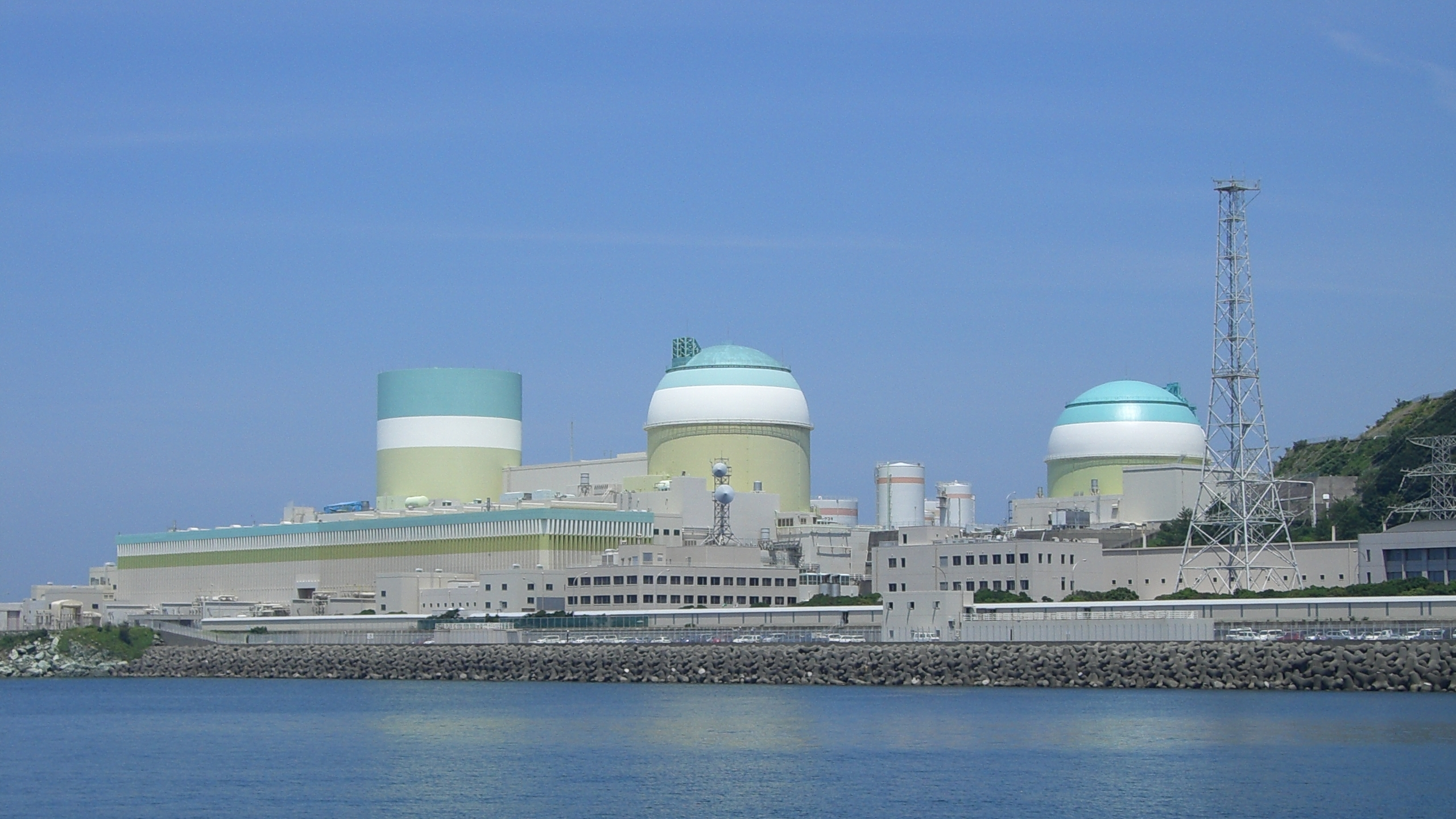
Атомная электростанция Иката

Экологическая история Японии и современная политика страны отражает баланс между экономическим развитием и охраной окружающей среды. В период быстрого экономического роста после Второй мировой войны уменьшается внимание к экологической политике со стороны правительства и промышленных корпораций. Как неизбежное следствие этого — сильнейшее загрязнение окружающей среды в 1950-х и 1960-х. В связи с растущей обеспокоенностью по этому поводу в 1970 году правительство приняло природоохранное законодательство и в 1971 году было создано Управление по охране окружающей среды. Нефтяной кризис 1973 года также поощрил эффективное использование энергии в связи с отсутствием в Японии природных ресурсов. К текущим приоритетным экологическим проблемам относятся загрязнение воздуха в городах (оксиды азота, токсичные вещества), утилизация отходов, эвтрофикация вод, охрана природы, изменение климата, а также международное сотрудничество в целях сохранения окружающей среды.
Современная Япония является одним из мировых лидеров в разработке новых экологически чистых технологий. Гибридные автомобили Honda и Toyota имеют высокую топливную экономичность и низкие выбросы. Это связано с передовой технологией в гибридных системах, биотопливом, использованием более лёгкого материала и лучшей техники.
Япония рассматривает также вопросы, связанные с изменением климата и глобальным потеплением. Как страна, подписавшая Киотский протокол, Япония приняла обязательства по сокращению выбросов диоксида углерода и другие меры предупреждения, связанные с изменением климата. Выполняя свои обязательства по Киотскому протоколу, Япония готовится сильно сократить выбросы парниковых газов.
Япония занимала в 2018 году 20-е место по индексу экологической устойчивости.
11 марта 2011 года в результате сильнейшего землетрясения за всю историю наблюдений в стране произошла утечка радиации на АЭС «Фукусима I» в префектуре Фукусима. Количество выброшенных в окружающую среду радиоактивных веществ составило примерно 10 % от выбросов при Чернобыльской аварии.

## История

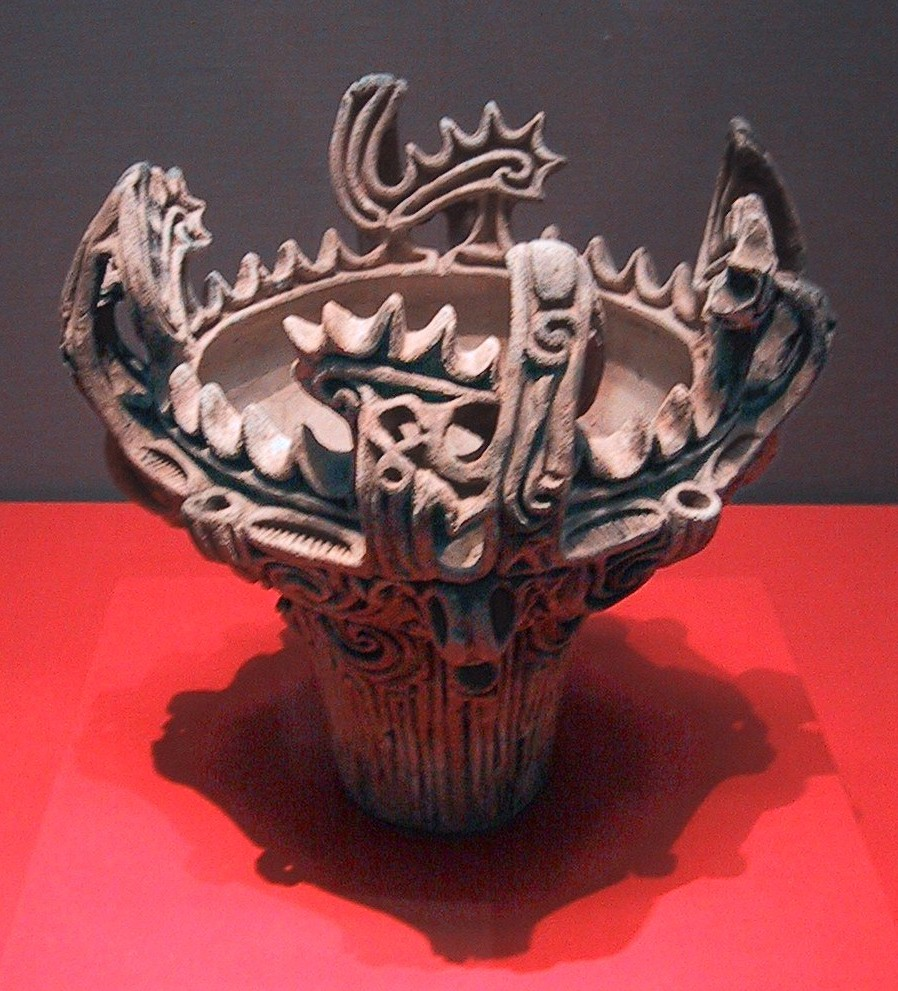
Образец керамики среднего периода дзёмон

Первые признаки заселения Японского архипелага появились около 40-го тысячелетия до н. э. с началом японского палеолита, который продолжался до 12-го тысячелетия до н. э. Население древней Японии занималось охотой и собирательством, изготавливало первые каменные орудия труда грубой обработки. В этот период отсутствуют керамические изделия, поэтому он также называется «периодом докерамической культуры». С 12 000 года до н. э. начинается период дзёмон, который, согласно археологической периодизации истории стран Запада, соответствует мезолиту и неолиту. Особенностями этого периода стали формирование Японского архипелага и начало использования его жителями керамических изделий.
В период яёй, начавшемся около 500 года до н. э., на Японском архипелаге появились поливное рисосеяние, гончарный круг и ткацкий станок, обработка металлов (меди, бронзы и железа) и строительство защитных городищ. Эти новшества были занесены в Японию иммигрантами из Китая и Кореи.
Японцы впервые упоминаются в одной из китайских исторических хроник — «Ханьшу». Более подробно «земля Ва», как китайцы называли Японский архипелаг, описывается в китайской «Истории трёх царств» (часть «Предание о людях ва»). Согласно ей, наиболее могущественным княжеством в третьем веке было княжество Яматай, которым руководила правительница Химико.
В 250 году яёй сменился периодом Кофун, во время которого получила распространение культура курганов, а в районе Ямато появилось одноимённое японское государство.
Кофун плавно перешёл в 538 году в период Асука. Его особенностями стали распространение буддизма, пришедшего в Японию из корейского государства Пэкче (с которым в этот период у Японии активно развивались торговые, культурные и политические связи, заключались военные союзы против других корейских государств), развитие централизованного государства китайского образца, создание первого свода законов «рицурё» и расцвет японской культуры под влиянием материковых философских и культурных идей.
В восьмом веке в периоде Нара появляется сильное централизованное японское государство, сосредоточенное в императорской столице Хэйдзё-кё на территории современной Нары. Помимо ускоренной китаизации японского общества, этот период характеризуется созданием первых исторических хроник и расцветом культуры. В 712 году завершена «Кодзики», а в 720 году — «Нихон сёки».
В 784 году император Камму передвинул столицу из Нары в Нагаока-кё, но уже в 794 году она была перенесена в Хэйан-кё (современный Киото). Так начался период Хэйан, во время которого появилась и расцвела японская национальная культура. Изобретение слоговой азбуки — каны — позволило писать на японском языке вместо китайского. Написанная каной поэтическая антология «Кокинвакасю» стала первой из имперских антологий, установившей образцы, которым поэзия танка следовала вплоть до XIX века. Такие памятники хэйанской прозы, как «Повесть о Гэндзи» или «Записки у изголовья», до сих пор почитаются многими как в самой Японии, так и вне её, вершинами японской литературы.

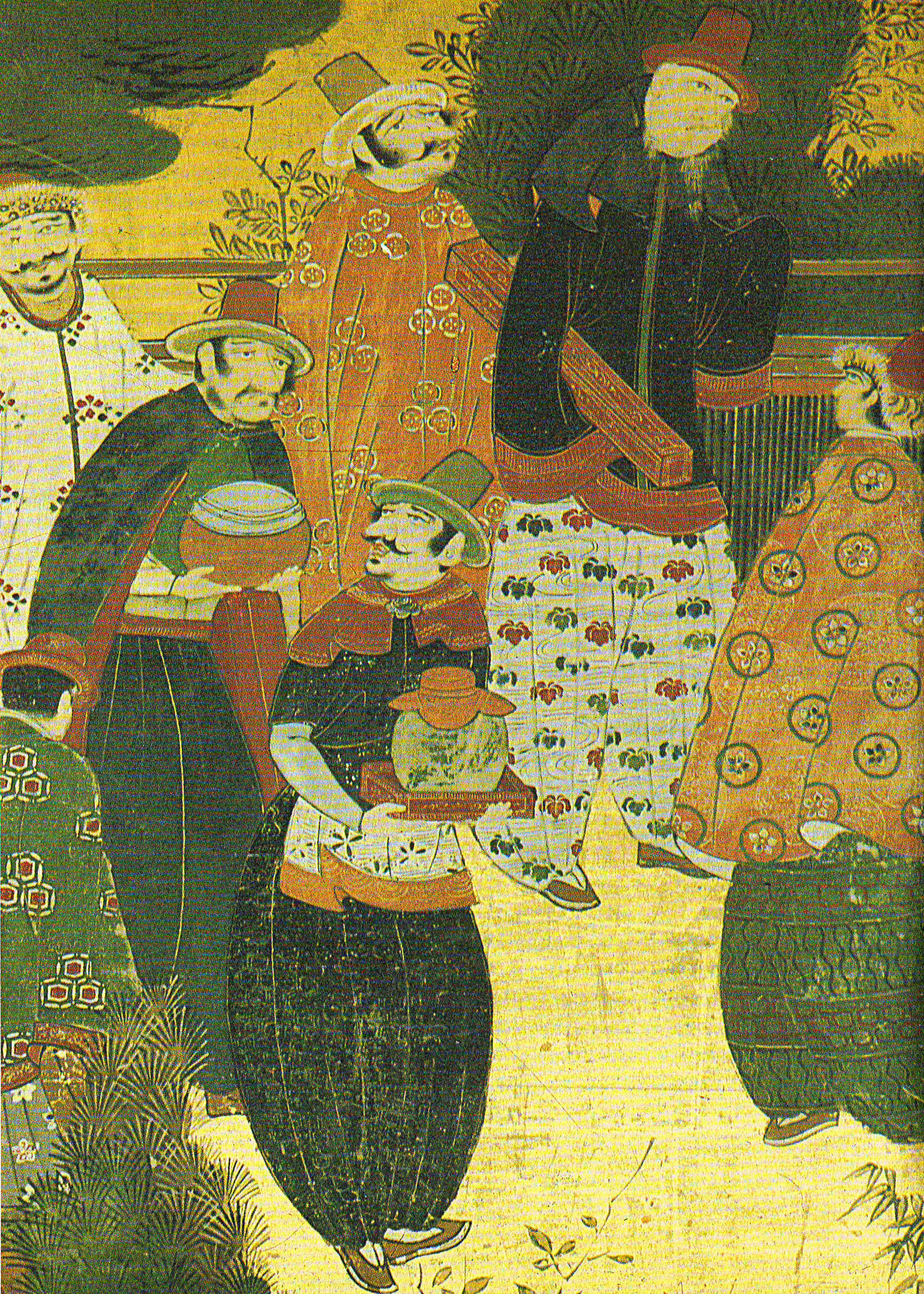
Голландские купцы в представлении японцев

Японский феодализм характеризуется появлением правящего класса воинов, «ведомства самураев». В 1192 году Минамото-но Ёритомо, победивший в 1185 году соперничавший с ним род Тайра, был назначен сёгуном, что ознаменовало начало периода Камакура. С его смертью в 1199 году фактическая власть перешла к роду Ходзё, регентам его сына. Сёгунат Камакура успешно отразил монгольские вторжения в 1274 и 1281 годах, укрепив позицию бакуфу. Официальной религией сёгуната стал дзэн. После победы над монголами японские воины начали междоусобные войны, что быстро привело к упадку режима Камакура. В 1318 году на трон взошёл император Го-Дайго и к 1333 году при поддержке главнокомандующего, бакуфу Асикаги Такаудзи, смог вернуть себе власть, но уже в 1336 году не поделивший власть с сыном императора Асикага Такаудзи возвёл на трон в Киото императора Комё, и в 1338 году получил от него титул сёгуна. В Японии оказалось два императора и два сёгуна, ожесточённо сражавшиеся вплоть до 1392 года. Сёгунат Асикага не смог контролировать крупных феодалов-даймё, поэтому в 1467 году вспыхнула гражданская война, ставшая началом длительного периода смутного времени — период Сэнгоку.
В 1543 году берегов Японии достигли португальские мореплаватели, а позже — иезуитские миссионеры и голландские торговцы, положив начало коммерческому и культурному взаимодействию между Японией и странами Запада.
С помощью европейских технологий и огнестрельного оружия Ода Нобунага победил большинство остальных даймё и почти сумел объединить страну, но погиб в 1582 году. Его наследником стал Тоётоми Хидэёси, завершивший объединение страны в 1590 году. Хидэёси дважды захватывал Корею, но после ряда поражений, нанесённых японцам корейскими и китайскими войсками, и его смерти японские войска отступили из Кореи в 1598 году.
После смерти Хидэёси Токугава Иэясу использовал своё положение регента при Тоётоми Хидэёси для получения политического влияния и военной поддержки. В битве при Сэкигахара он победил ряд соперников и в 1603 году был назначен сёгуном. Иэясу основал сёгунат Токугава и перенёс столицу в Эдо (современный Токио). В 1639 году, после Симабарского восстания, сёгунат начал внешнюю политику самоизоляции Японии, которая продолжалась два с половиной века, впоследствии названных периодом Эдо. Тем не менее изучение свода европейских научных знаний — рангаку — продолжалось, преимущественно через голландскую торговую факторию на насыпном островке Дэдзима в гавани Нагасаки.
В этот же период появилось национальное культурное движение кокугаку, изучение Японии самими японцами.
В 1854 году американский коммодор Мэттью Перри, прибывший на Чёрных кораблях годом ранее, вынудил Японию прекратить политику изоляции. С этих событий Япония вступает в эпоху модернизации.
Также политику изоляции прервала 12 августа 1853 года экспедиция адмирала Е. В. Путятина, прибывшего спустя месяц после М. К. Перри, и предложившего технологии и подарки от правительства Российской империи. 7 февраля 1855 года был подписан первый договор о торговле и дружбе Японии и России. Симодский трактат давал право на торговлю в портах Симода, Хакодатэ, Нагасаки, назначался российский консул, обозначались границы и сферы влияния государств.

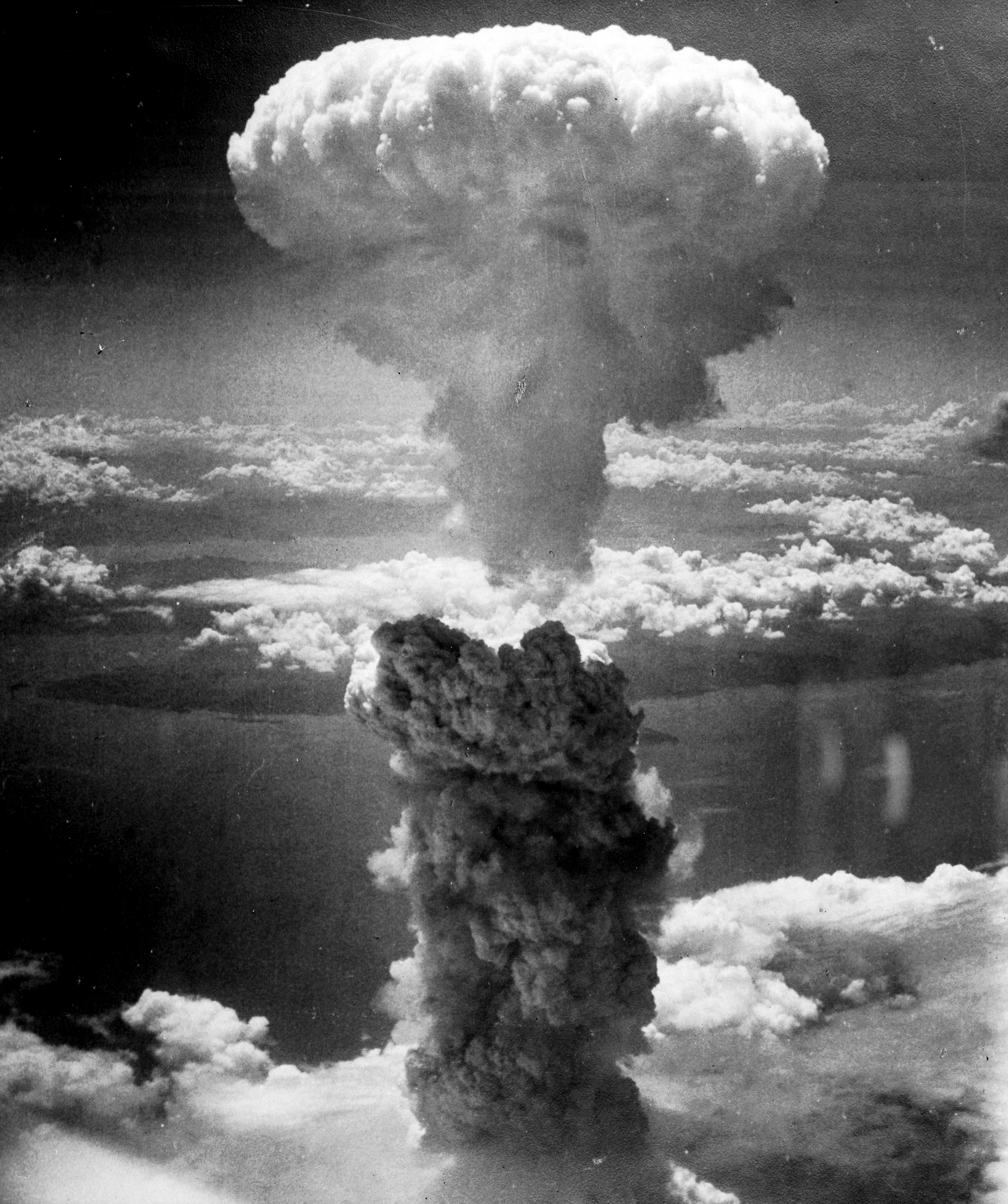
Атомная бомбардировка Нагасаки

В период Бакумацу Япония подписала несколько неравноправных договоров с западными державами, что привело её к экономическому и политическому кризису. В 1868 году началась гражданская война Босин, результатом которой в 1869 году стали упразднение сёгуната и создание централизованного государства под управлением императора — реставрация Мэйдзи. Взяв за основу западные политическую, судебную и военные системы, Кабинет министров Японии создал Тайный совет, подготовил к принятию Конституцию Мэйдзи и собрал парламент. Реставрация Мэйдзи превратила Японскую империю в индустриальную мировую державу. После победы в японо-китайской (1894—1895) и русско-японской (1904—1905) войнах Япония обеспечила себе господство на Японском и Жёлтом морях и присоединила к себе Корею, Тайвань и Карафуто.
В начале XX века непродолжительный демократический период Тайсё сменился ростом милитаризма и экспансионизма. Япония приняла участие в Первой мировой войне на стороне Антанты, расширив своё политическое влияние и территорию. В 1931 году, продолжая свою политику экспансионизма, Япония заняла Маньчжурию и создала марионеточное государство Маньчжоу-Го. После доклада Литтона в 1933 году Лига Наций осудила её действия и Япония демонстративно покинула Лигу. В 1936 году Япония подписала Антикоминтерновский пакт с нацистской Германией, а в 1941 году присоединилась к странам «Оси». Тогда же Япония подписала Пакт о нейтралитете между СССР и Японией, обязавшись уважать территориальную целостность и неприкосновенность Монгольской народной республики и Маньчжоу-Го.

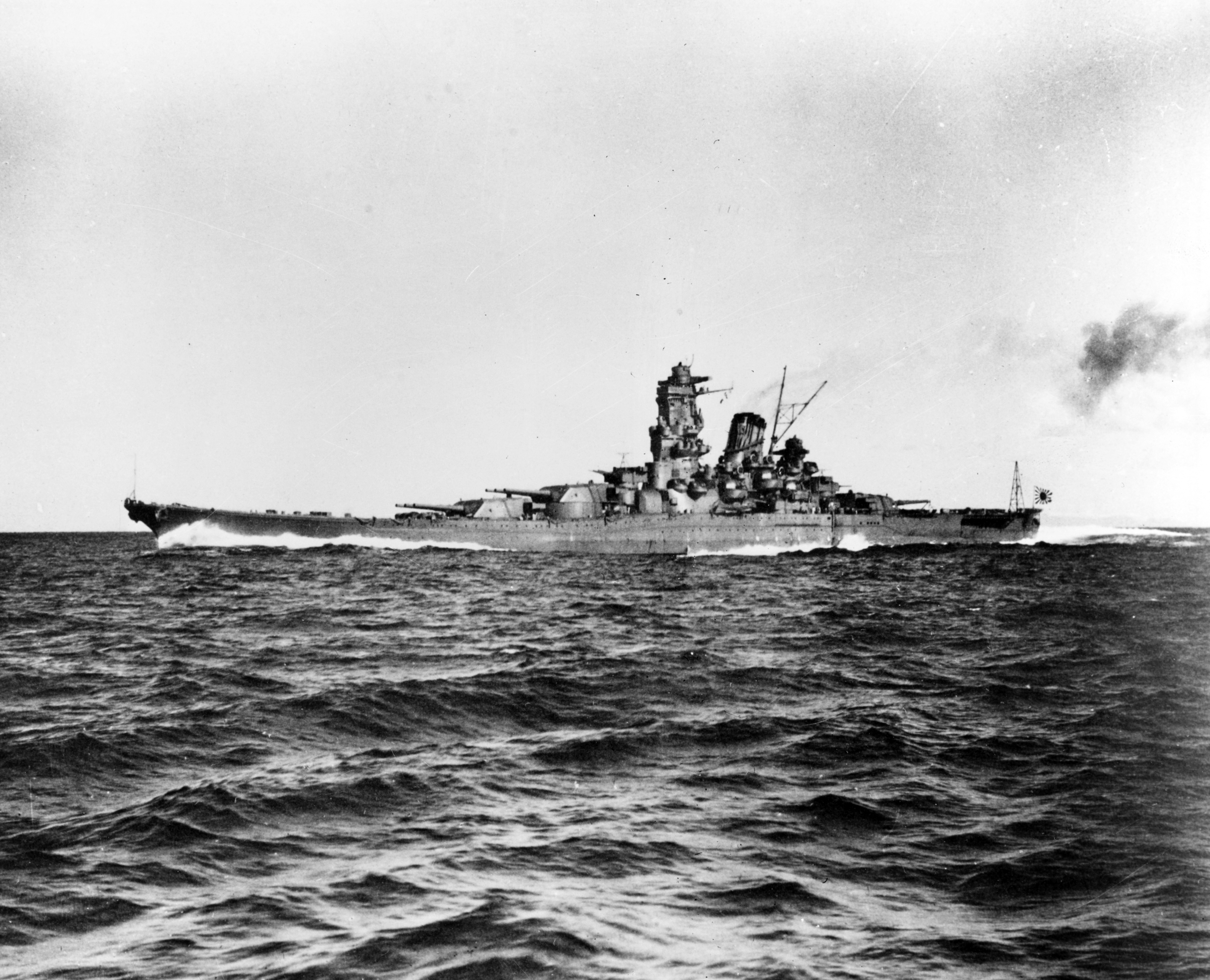
Ямато — один из самых знаменитых кораблей Японии

В 1937 году Япония вторгается и в другие части Китая, начиная вторую японо-китайскую войну (1937—1945), после чего США накладывают на неё нефтяное эмбарго. 7 декабря 1941 года Япония напала на Пёрл-Харбор и объявила войну США и Великобритании. Это приводит к полномасштабному участию США во Второй мировой войне. Японская империя завоевала Гонконг, Филиппины и Маллакку, но в 1942 году поражение в Коралловом море лишило её преимущества на море. После атомных бомбардировок Хиросимы и Нагасаки 6 и 9 августа 1945 года авиацией США, а также после присоединения СССР к военным действиям против Японии, Япония подписала 2 сентября 1945 года Акт о безоговорочной капитуляции.
В 1947 году Япония приняла новую пацифистскую конституцию, в которой делается акцент на либеральную демократию. Оккупация Японии союзными войсками закончилась с принятием Сан-Францисского мирного договора, который вступил в силу в 1952 году, а в 1956 году Япония вступила в ООН. Позже Япония добилась рекордного экономического роста, который продолжался четыре десятилетия и составлял в среднем 10 % ежегодно.
Длительный рост породил в конце 1980-х годов чрезмерно оптимистическое отношение инвесторов к японской экономике, что привело к возникновению экономических пузырей на фондовом рынке и рынке недвижимости. В 1991 году экономический рост сменился кризисом, из которого страна сумела выбраться только в 2000 году.

## Государственно-политическое устройство
Япония — конституционная монархия. Согласно Конституции, вступившей в силу 3 мая 1947 года, император Японии — «символ государства и единства народа», все государственные назначения и решения он производит по представлению кабинета министров, который и несёт за них ответственность. На дипломатических встречах он играет роль главы государства. С 2019 года императором Японии является Нарухито, ему наследует принц Фумихито.

### Законодательная власть
Высшим органом государственной власти и единственным законодательным органом в Японии является парламент. Он состоит из двух палат: палаты советников, являющейся верхней палатой, и нижней палаты представителей. Верхняя палата — палата советников, состоящая из 242 членов, избирается сроком на шесть лет; половина состава палаты переизбирается каждые три года (по окончании депутатского мандата). Председатель палаты занимает свой пост в течение 6 лет (избирается советниками). Нижняя палата — палата представителей, состоящая из 480 депутатов, избирается сроком на четыре года (новые выборы могут быть объявлены раньше в случае её досрочного роспуска). Согласно конституции, парламент обладает всей полнотой законодательной власти и имеет исключительное право распоряжаться финансами. В Японии действует всеобщее избирательное право для всех граждан старше 20 лет. Выборы в обе палаты проходят тайным голосованием.
В Японии существует две основные партии. В 2009 году социал-либеральная Демократическая партия Японии получила большинство в парламенте, сменив консервативную Либерально-демократическую партию, правившую 54 года. В 2012 году Либерально-демократическая партия по результатам досрочных парламентских выборов вернула себе большинство мест в парламенте.

### Исполнительная власть
Правительство — высший орган исполнительной власти — возглавляет премьер-министр Японии. На эту должность назначается императором по представлению парламента один из его членов. Премьер-министр — глава Кабинета министров, формирующий состав правительства. С 1 октября 2024 года эту должность занимает Сигэру Исиба. Премьер-министр назначает государственных министров и обладает правом отстранения их от должности. Большинство членов кабинета должно быть выбрано из числа членов парламента.

### Судебная власть
Судебная система Японии состоит из четырёх уровней: Верховного суда, апелляционных, основных и дисциплинарных судов. Верховный суд, подобно конституционным судам в других странах, имеет полномочия отмены правовых норм на основании их неконституционности. Членов верховного суда назначает император по представлению правительства, а остальные судьи назначаются Кабинетом министров по представлению Верховного суда. Суды апелляционной инстанции — высшие суды, суды первой инстанции — окружные суды, низшее звено судебной системы — дисциплинарные суды. Органы прокурорского надзора — Верховная Прокуратура, высшие прокуратуры, окружные прокуратуры, районные прокуратуры.

### Правовая система
Исторически подверженная влиянию китайского права, правовая система Японии развивалась независимо в период Эдо благодаря созданию таких трудов, как «Кудзиката Осадамэгаки». Начиная с конца XIX века, однако, судебная система Японии в основном строилась на романо-германском праве — в частности, на правовых системах Франции и Германии. Например, в 1896 году японское правительство создало гражданский кодекс на основе германской модели. Статутное право формируется законодательным органом Японии — парламентом. Основную часть статутного права составляет собрание под названием «Шесть кодексов». По текущей конституции новый закон вступает в силу только после его промульгации императором.

### Вооружённые силы

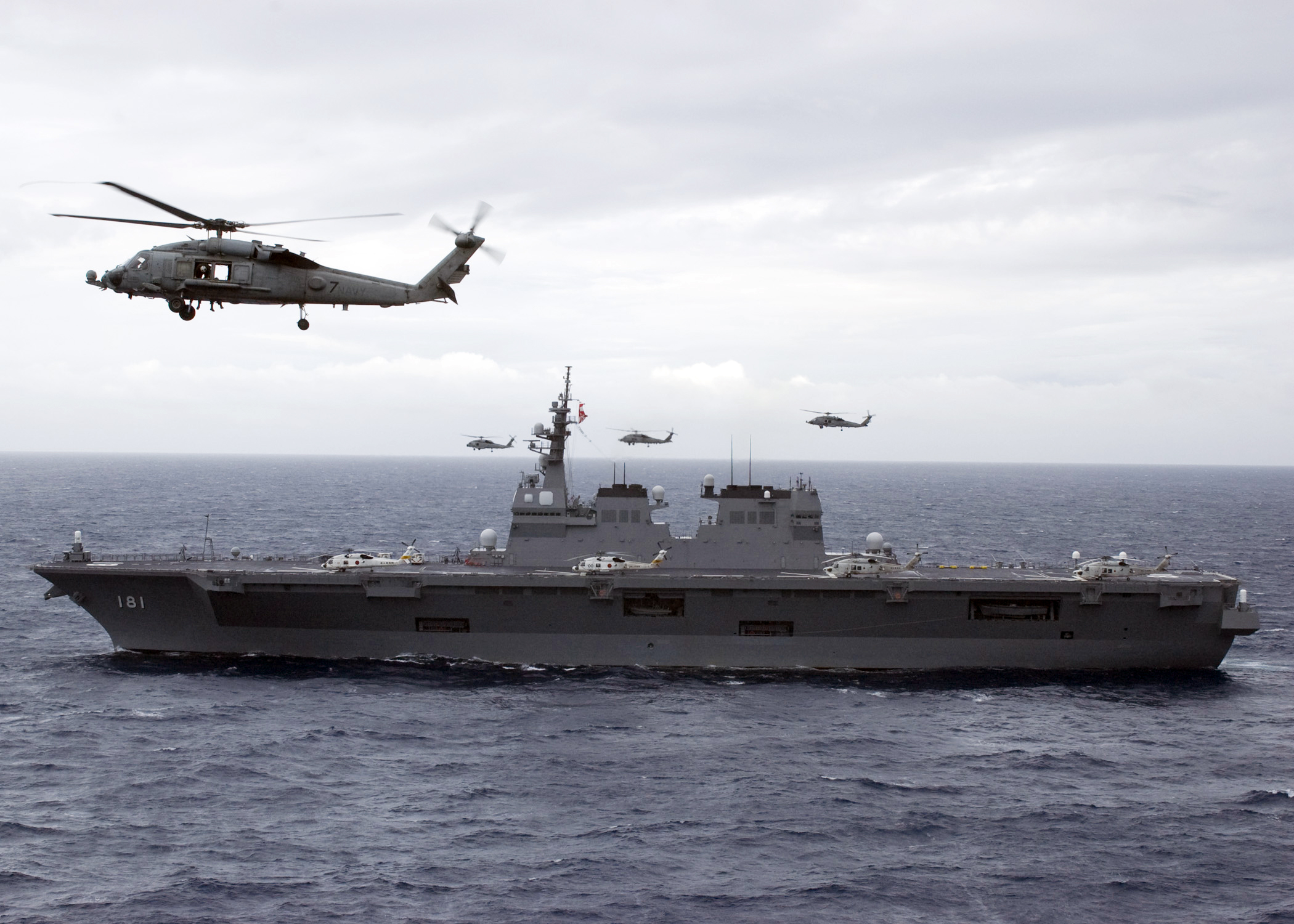
Хюга — один из двух видов вертолётоносцев морских сил самообороны Японии

Девятая статья Конституции Японии запрещает стране иметь свою армию и участвовать в войнах. Современные вооружённые силы Японии называются силами самообороны и их военная деятельность, не связанная непосредственно с обороной страны, сильно ограничена. С 2007 года ими управляет Министерство обороны Японии. В случае чрезвычайного положения государственного уровня премьер-министр уполномочен распоряжаться различными подразделениями сил самообороны Японии при условии согласия парламента. В экстремальных условиях такое разрешение может быть получено постфактум. Силы самообороны состоят из сухопутных, морских и воздушных сил. Силы самообороны Японии комплектуются на добровольной основе.
На 2013 год в Силах самообороны Японии служили 247 450 человек. Из них в сухопутных силах 151 350 человек, в морских силах самообороны 45 500 человек. Воздушные силы насчитывали 47 100 человек. Начиная с 1992 года силы самообороны принимают участие в миротворческих операциях, в том числе в Ираке в 2004 году. С 2016 до конца мая 2017 японский контингент находился в составе миротворческого контингента ООН в Южном Судане.
Расходы на оборону в 2017 году составляли $44,64 млрд (5,13 трлн иен), а уже в 2019 году расходы составили $48,1 млрд, что позволяет Японии занимать восьмое место в мире по размеру оборонного бюджета.

### Силовые структуры
В соответствии со ст. 9 конституции, Япония не может иметь собственные вооружённые силы, а только «силы самообороны», организация, состав и функции которых определены «Законом о силах самообороны» от 1954 года. Верховным главнокомандующим является премьер-министр, которому предоставлено право в случаях обострения военно-политической обстановки объявлять чрезвычайное положение в стране, приводить «силы самообороны» в повышенную степень боевой готовности, отдавать распоряжения о начале оборонительных боевых действий. Однако после этого, согласно закону, премьер-министр обязан представить отданные им распоряжения на утверждение парламента. Общее руководство «силами самообороны» он осуществляет через министра обороны (до 2007 года — начальника Управления национальной обороны (УНО), отвечающего за строительство вооружённых сил, их боевую готовность. Министр обороны является гражданским лицом и назначается из числа депутатов парламента. При премьер-министре функционирует Совет национальной безопасности — консультативный орган для выработки рекомендаций по основным направлениям военного строительства. Военнослужащие сил самообороны проходят службу по контракту (принцип комплектования — на добровольной основе). Дополнительно в Японии существует система поддержания постоянного резерва, то есть прохождения службы по особому контракту, который предусматривает переподготовку лиц, ранее служивших в вооружённых силах. Численность постоянного резерва — около 50 тысяч человек. В качестве резерва ВМС могут использоваться силы департамента морской охраны, в мирное время подчинённые Министерству транспорта и занимающиеся дозорной службой в проливных зонах и территориальных водах для обеспечения судоходства, помощи судам, терпящим бедствие, и борьбы с преступностью на море. Эти силы насчитывают около 12 тысяч человек.

### Внешняя политика

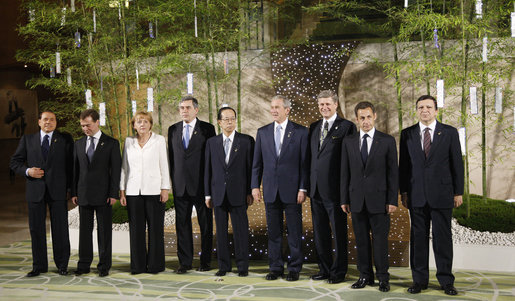
Лидеры большой восьмёрки на 34 саммите в Тояко, Хоккайдо

Япония поддерживает близкие экономические и военные отношения с США. Их основой служит договор о взаимодействии и безопасности между США и Японией. Япония входит в состав ООН с 1956 года, а также является непостоянным членом Совета Безопасности ООН (всего по состоянию на 2010 год она входила в Совет Безопасности 19 лет). Кроме того она входит в группу G4 с целью стать постоянным членом Совета Безопасности. Как член большой семёрки, Группы десяти, АТЭС, участник саммита АСЕАН плюс 3 и Восточноазиатского саммита, Япония активно участвует в международных отношениях и улучшает связи с важными для неё партнёрами по всему миру. В марте 2007 года она подписала совместную декларацию о сотрудничестве в области безопасности c Австралией, а в октябре 2008 года — с Индией.
Особенностью внешней политики Японии является её стремление лидировать в мире, прежде всего через ООН и в гуманитарной сфере, выделяя на эти цели немалые средства. Например, в 2013 году доля Японии в финансировании ООН составила 10,83 % (больше, чем у Франции и Великобритании вместе взятых). Тем не менее, доля Японии в финансировании ООН заметно снизилась по сравнению с началом 2000-х годов, а доля Китая увеличилась. В 2004 году Япония обеспечила 19,47 % финансирования ООН. Другим инструментом японского влияния в мире является её активное участие в предоставлении Официальной помощи в целях развития. В 1989 году Япония обошла США по объёмам предоставляемой другим странам международной экономической помощи и оставалась её главным донором в мире на протяжении следующих 10 лет. В 2001 году объёмы предоставляемой Японией международной помощи резко сократились и на первое место в списке стран-доноров вышли США. В предоставлении японской помощи имеются следующие особенности — основная её часть поступает в страны Азии, а её предоставление африканским странам с начала 1990-х годов увязывается с демократизацией и соблюдением прав человека. Например, Судану было прекращено оказание любой японской помощи (кроме гуманитарной) с 1993 по 2003 годы. Распределением Официальной помощи в целях развития и льготных кредитов занимаются Японское агентство международного сотрудничества и Банк Японии для международного сотрудничества. С 1965 года действует Организация волонтёров Японии, волонтёры которой работали на начало 2010-х годов в 70 странах мира.
Япония вовлечена в территориальные споры с несколькими соседними государствами. Согласно официальной японской позиции, южные Курильские острова, де-факто находящиеся в составе России, являются частью территории Японии. Это противоречие между странами является препятствием для подписания мирного договора между Россией и Японией (де-юре, он так и не был подписан со времён Второй мировой войны).
Также Япония оспаривает принадлежность островов Лианкур, контролируемых Южной Кореей. Китай и Тайвань оспаривают принадлежность островов Сэнкаку, находящихся под контролем Японии.

## Административно-территориальное устройство
Япония делится на 47 административных единиц высшего уровня, т. н. префектур. Каждая префектура управляется префектом (в случае Хоккайдо — губернатором) и у неё есть свои законодательный и административный аппараты. Для удобства префектуры часто группируются в регионы, которые не являются административными единицами.
Ниже представлен список префектур в порядке ISO 3166-2:JP, сгруппированных по регионам.
| Хоккайдо 1. Хоккайдо                                                      | Тохоку 2. Аомори 3. Иватэ 4. Мияги 5. Акита 6. Ямагата 7. Фукусима | Канто 8. Ибараки 9. Тотиги 10. Гумма 11. Сайтама 12. Тиба 13. Токио 14. Канагава | Тюбу 15. Ниигата 16. Тояма 17. Исикава 18. Фукуи 19. Яманаси 20. Нагано 21. Гифу 22. Сидзуока 23. Айти       |
| Кансай 24. Миэ 25. Сига 26. Киото 27. Осака 28. Хёго 29. Нара 30. Вакаяма | Тюгоку 31. Тоттори 32. Симане 33. Окаяма 34. Хиросима 35. Ямагути  | Сикоку 36. Токусима 37. Кагава 38. Эхимэ 39. Коти                                | Кюсю и Окинава 40. Фукуока 41. Сага 42. Нагасаки 43. Кумамото 44. Оита 45. Миядзаки 46. Кагосима 47. Окинава |

В свою очередь, префектуры делятся на меньшие административные единицы: 14 округов Хоккайдо, особые города, определённые указами правительства, и уезды. К особым городам, определённым указами правительства, принадлежат города, население которых превышает 500 тысяч человек.
Кроме префектур и уездов в стране существуют административные единицы муниципального уровня, которые пользуются широкой автономией. Это центральные города, особые города, обычные города, специальные районы Токио, а также посёлки и деревни. Для решения проблемы перенаселения Токио с апреля 2023 года власти Японии будут выплачивать по 1 миллиону йен за каждого ребёнка за переезд в сельскую местность.
| №  | Город    | Префектура | Население |
| -- | -------- | ---------- | --------- |
| 1  | Токио    | Токио      | 8 483 050 |
| 2  | Иокогама | Канагава   | 3 579 133 |
| 3  | Осака    | Осака      | 2 628 776 |
| 4  | Нагоя    | Айти       | 2 215 031 |
| 5  | Саппоро  | Хоккайдо   | 1 880 875 |
| 6  | Кобе     | Хёго       | 1 525 389 |
| 7  | Киото    | Киото      | 1 465 917 |
| 8  | Фукуока  | Фукуока    | 1 450 149 |
| 9  | Кавасаки | Канагава   | 1 327 009 |
| 10 | Сайтама  | Сайтама    | 1 176 269 |
| 11 | Хиросима | Хиросима   | 1 159 391 |
| 12 | Сэндай   | Мияги      | 1 028 214 |
| 13 | Китакюсю | Фукуока    | 993 483   |
| 14 | Тиба     | Тиба       | 924 353   |

## Население

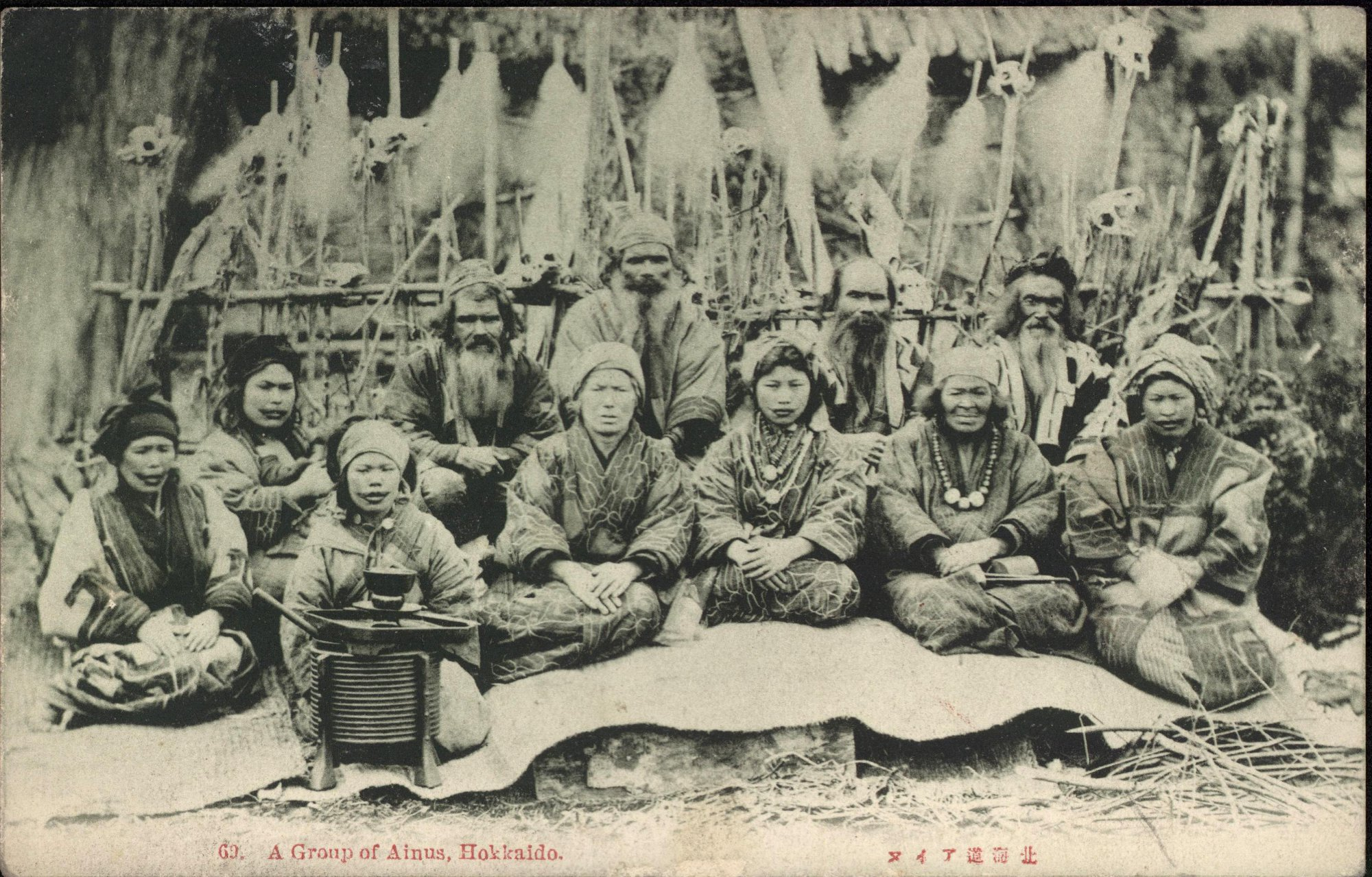
Группа айнов с острова Хоккайдо. Конец XIX века

Японская деревня в Гифу

Демографическая пирамида Японии в 2021

По состоянию на 1 ноября 2023 года, в Японии проживало 124,342 млн человек. Население страны сокращается в результате естественной убыли с 2004 года. По данным 2007 года, 89,07 % японцев проживало в городах. Японское общество лингвистически и культурно однородно с небольшими вкраплениями иностранных рабочих. Национальные меньшинства включают в себя рюкюсцев, айнов, корейцев, китайцев, филиппинцев, японских бразильцев и японских перуанцев. В 2010 году в Японии находилось около 1,65 млн иностранцев. Страну посещает всё большее число туристов: в 2017 году в Японию приехали 28,7 млн человек — в основном, из Азии (24,5 млн) и Европы (1,5 млн). Около 98 % населения составляют собственно японцы; наиболее крупными группами коренных меньшинств являются рюкюсцы (около полутора миллионов человек), айны, а также социальные меньшинства — буракумины.
В Японии одна из самых высоких ожидаемых продолжительностей жизни, в 2016 году она составляла 83,98 лет, и один из самых низких уровней младенческой смертности. Японское общество быстро стареет, взрыв рождаемости после окончания Второй мировой войны сменился сокращением роста рождаемости в конце XX века. В 2005 году около 20,1 % населения было старше 65 лет.
Эти изменения в демографической структуре привели к возникновению ряда социальных проблем — в частности, к потенциальному снижению рабочей силы и к увеличению стоимости таких социальных выгод, как пенсия. Многие молодые японцы предпочитают не вступать в брак и не создавать семью. Ожидается, что к 2050 году японское население упадёт до 95 млн человек. Демографы и правительство участвуют в горячих дискуссиях по поводу того, как справиться с этой проблемой. В качестве решения демографических проблем предлагается поощрение рождаемости.

### Религия

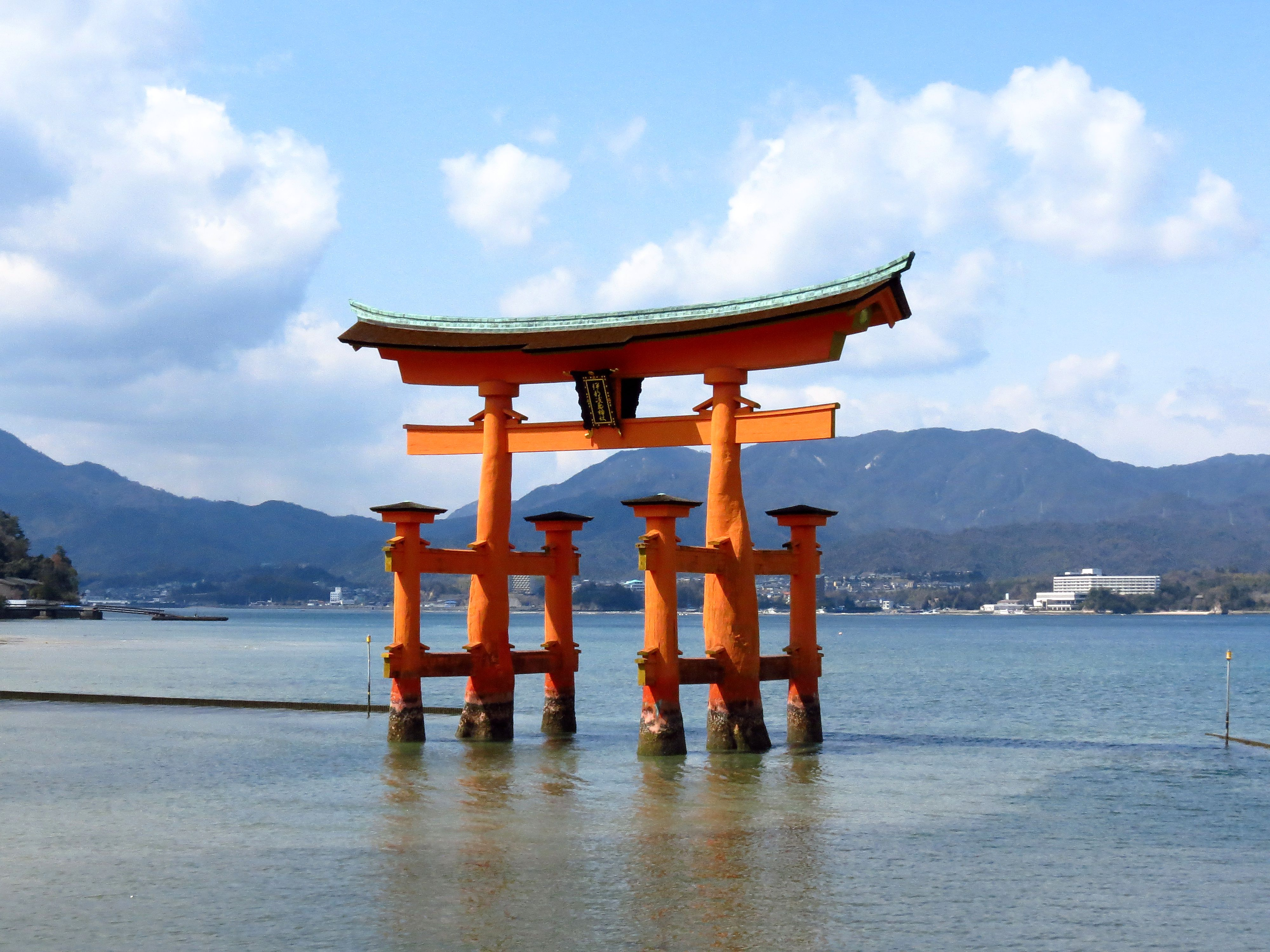
Тории синтоистского святилища Ицукусима

Подавляющее большинство японцев исповедуют синтоизм (79,2 %) и буддизм (66,8 %). Китайские конфуцианство, дзен-буддизм и амидаизм также повлияли на японские верования и традиции.
Христиане представляют собой религиозное меньшинство, всего 2 % населения. Среди объединений христианских церквей, действующих в общеяпонском масштабе, самое крупное — Католический центральный совет. Общее число японских протестантов оценивается в 910 тыс. человек. Крупнейшей протестантской конфессией являются пятидесятники (257 тыс.). Также в Японии присутствуют Свидетели Иеговы (217 тыс.) и мормоны (127 тыс.). Японская православная церковь насчитывает около 30 тысяч человек.
В середине XIX века в Японии появилась религиозная секта Тэнрикё, в конце XX века — Аум Синрикё. В начале XX века в Японии возникла мусульманская община, по данным правительства США, объединяющая около 0,09 % населения.
Для страны характерен религиозный синкретизм, когда верующие исповедуют сразу несколько религий. Это приводит к смешению различных религиозных практик. Так, взрослые и дети отмечают праздники синто, школьники молятся перед экзаменами, японцы могут устраивать свадебные церемонии в христианской церкви, а похороны — в буддистском храме.

### Языки

#### Японский язык
Подавляющее большинство жителей страны говорит на японском языке. Ближайшие родственные японскому языки — рюкюские языки, более далёкие генетические связи остаются невыясненными. В большинстве частных и государственных школ ученики учат японский и английский языки.
По грамматическому строю японский язык — агглютинативный с преимущественно синтетическим выражением грамматических значений. Его отличительной особенностью является развитая система гоноративов, отражающая иерархическую природу японского общества. Согласно словарю японского языка «Синсэ-кокугодзитэн», слова китайского происхождения составляют около 49,1 % всего словаря, собственно японские слова составляют 33,8 %, другие заимствованные слова — 8,8 %.
Японский обладает оригинальной письменностью, сочетающей идеографию и слоговую фонографию. Японская письменность состоит из трёх основных частей — кандзи (иероглифов, заимствованных из Китая), и двух слоговых азбук — катаканы и хираганы (кана), созданных в Японии на основе кандзи. Каждый из этих видов письма обрёл своё традиционное место в современной письменности. Для записи языка также используются латиница и арабские цифры.

#### Айнский язык
Айнский язык не родственен японскому и является изолированным языком. Он распространён главным образом на Хоккайдо и является исконным языком айнов, живших в Японии до прихода людей, говорящих на языке, предшествовавшем современному японскому. В настоящее время подавляющее большинство айнов, однако, говорит на японском языке и айнский язык относится к неблагополучным языкам, его знают только престарелые айны Хоккайдо.

#### Рюкюские языки
Рюкюские языки распространены на островах Рюкю. В Японии они обычно считаются диалектами японского языка, каковыми они фактически являются с функциональной точки зрения. Бо́льшая часть носителей рюкюских языков в настоящее время — пожилые люди.

## Экономика

### Общая характеристика

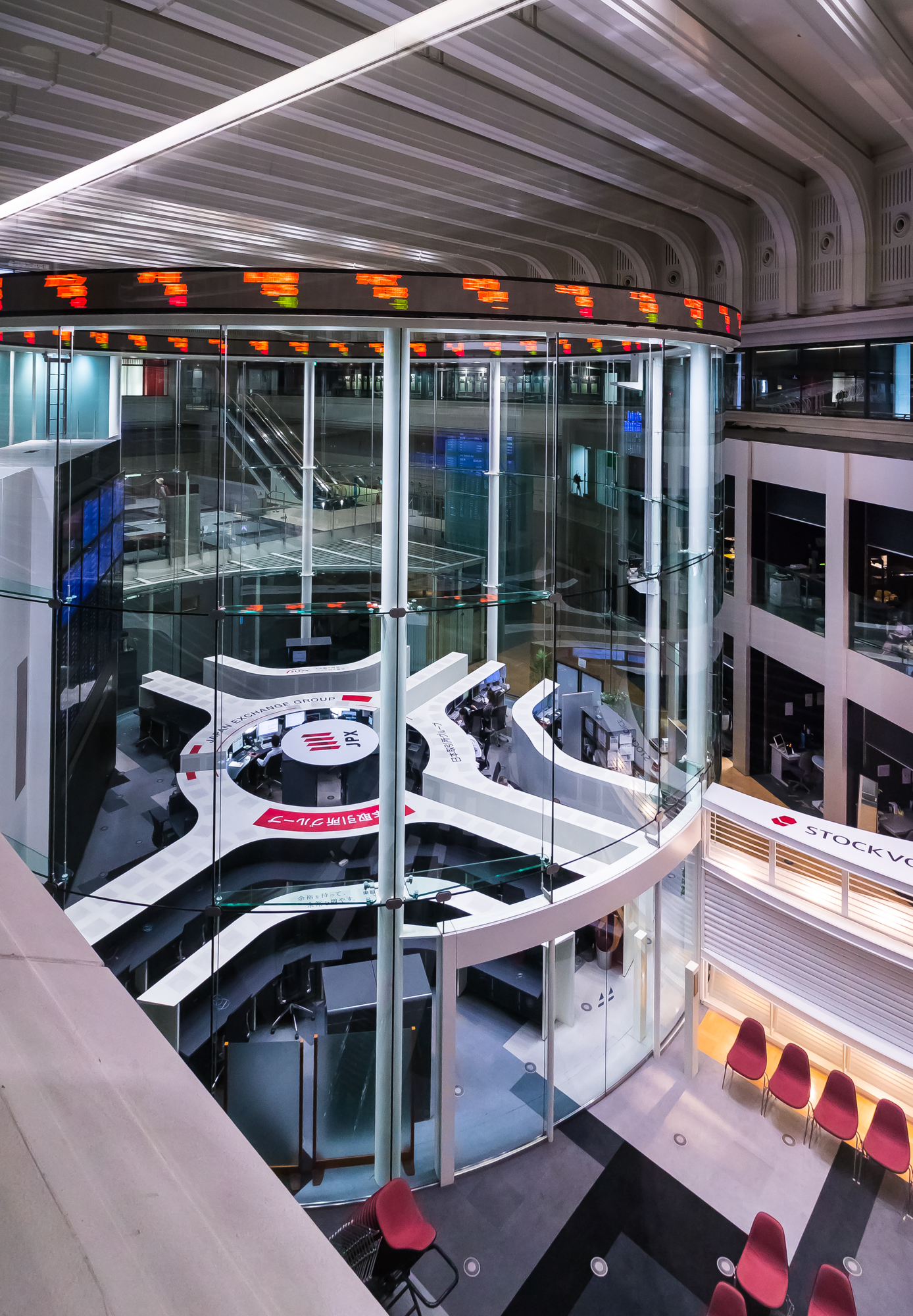
Токийская фондовая биржа — вторая по величине в мире

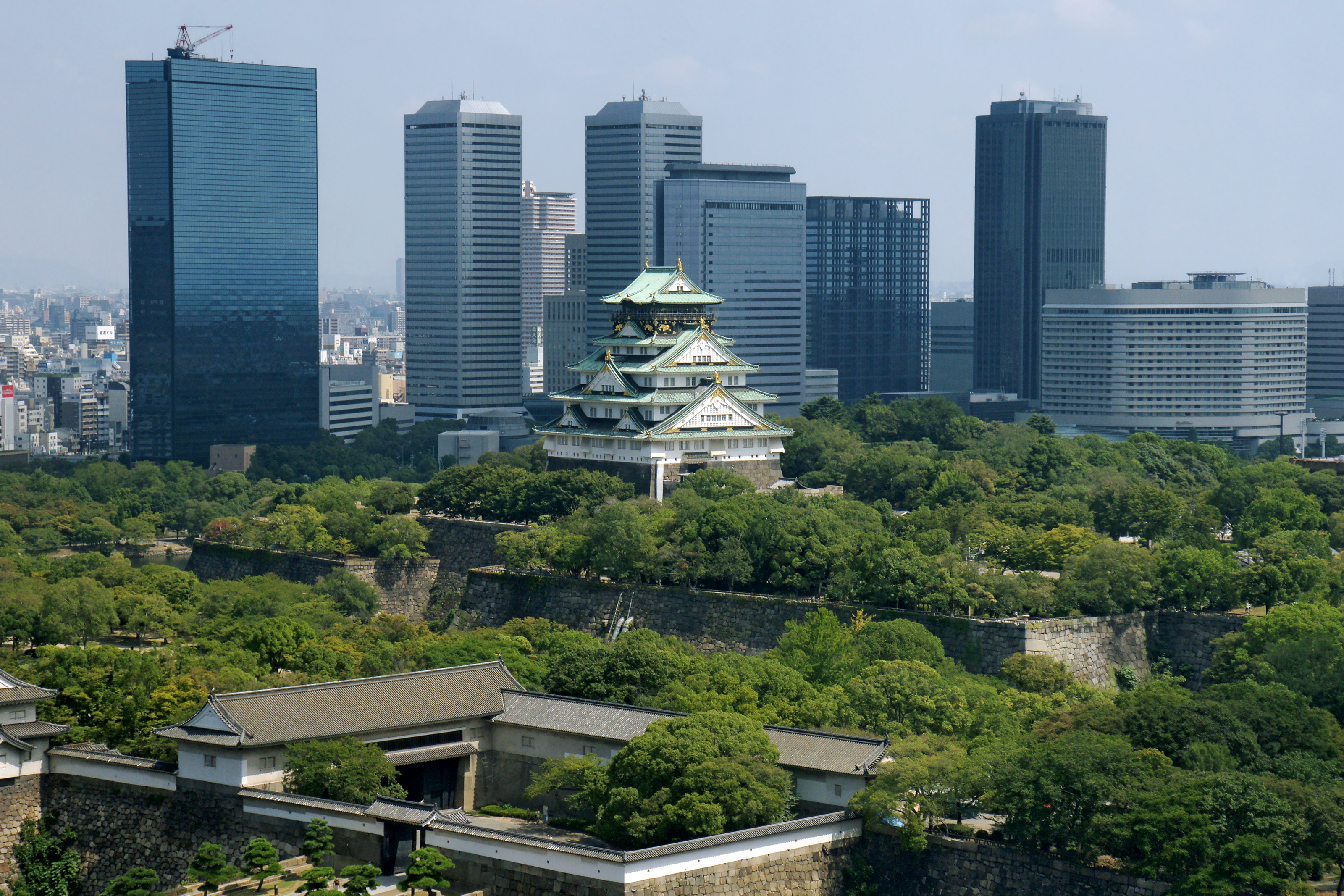
Замок и бизнес-парк в Осаке

На конец 2009 финансового года Япония занимала второе место в мире (после США) по номинальному значению ВВП, который составляет более 5 трлн долларов США, однако, по данным экспертов, в августе 2010-го по этому показателю китайская экономика обогнала японскую; и третье место по паритету покупательной способности (после США и Китая). Банковские услуги, страхование, недвижимость, транспорт, розничная торговля, телекоммуникации и строительство играют значительную роль в экономике страны. Япония обладает крупными производственными мощностями, и в ней находятся несколько крупнейших производителей механических транспортных средств, электроники, станков, стали, судов, химических веществ, текстиля и пищевых продуктов. Сектор услуг составляет три четверти внутреннего валового продукта.
По состоянию на 2007 год, Япония занимала 19-е место по отношению ВВП к отработанным часам. Согласно индексу Биг-Мака, японские рабочие получают самую высокую почасовую зарплату в мире. В Японии низкий уровень безработицы (2,4 % по состоянию на сентябрь 2019 года). Крупнейшие компании включают в себя Toyota, Nintendo, NTT DoCoMo, Canon, Honda, Takeda Pharmaceutical, Sony, Nippon Steel, Tepco, Mitsubishi и 711. Кроме того, в ней располагается несколько крупнейших банков и Токийская фондовая биржа, которая занимает второе место в мире по рыночной капитализации. В 2006 году 326 японских компаний входили в Forbes 2000, что составляет 16,3 % списка.
В 2009 году Япония занимала 13 место по индексу лёгкости ведения бизнеса и 19 место по индексу экономической свободы (пятое среди тридцати азиатских стран). Капитализм в Японии имеет много особенностей — например, заметную роль в экономике страны играют кэйрэцу. Также распространено пожизненное трудоустройство работника в одной и той же компании. Японские компании известны такими методами управления компаний, как «принципы Toyota». В последнее время Япония несколько отошла от этих норм.

### Внешнеэкономические связи
В 2014 году основными партнёрами Японии по экспорту были США (20,2 %), Китай (17,5 %), Южная Корея (7,1 %), Гонконг (5,6 %), Таиланд (4,5 %), а по импорту в 2015 году — Китай (24,8 %), США (10,5 %), Австралия (5,4 %) и Южная Корея (4,1 %). Япония экспортирует механические транспортные средства, электронику и химические вещества. В страну ввозятся станки и оборудование, ископаемое топливо, еда (в особенности говядина), химические вещества, текстиль и промышленное сырьё. Правительство Дзюнъитиро Коидзуми провело ряд реформ, поощряющих рыночную конкуренцию, и в результате выросли иностранные инвестиции.

### Энергетика
Атомная энергетика до 2011 года обеспечивала более трети всех потребностей страны в энергии. После аварии на АЭС Фукусима-1 в марте 2011 года, под давлением общественности, японское правительство объявило о планах полного отказа от ядерной энергетики (после перехода власти к правительству Синдзо Абэ было решено перезапустить часть АЭС и поддерживать долю атомной энергетики до 20 % в общем энергобалансе). Потребление ядерной энергии в Японии сократилось в 2013 году на 19,5 % по сравнению с уровнем 2012 года (а с 2010 года — более чем в 20 раз) и составило 3,3 млн тонн нефтяного эквивалента. На начало 2014 года энергетический баланс страны на 90 % обеспечивается импортным топливом, в 2013 году на него пришлось треть всего импорта Японии. Интересно, что в Японии электрическая система исторически имеет две промышленные частоты переменного тока — в западной части страны она составляет 60 Гц, а в восточной — 50 Гц, и между ними действуют четыре конвертера частоты.

### Туризм

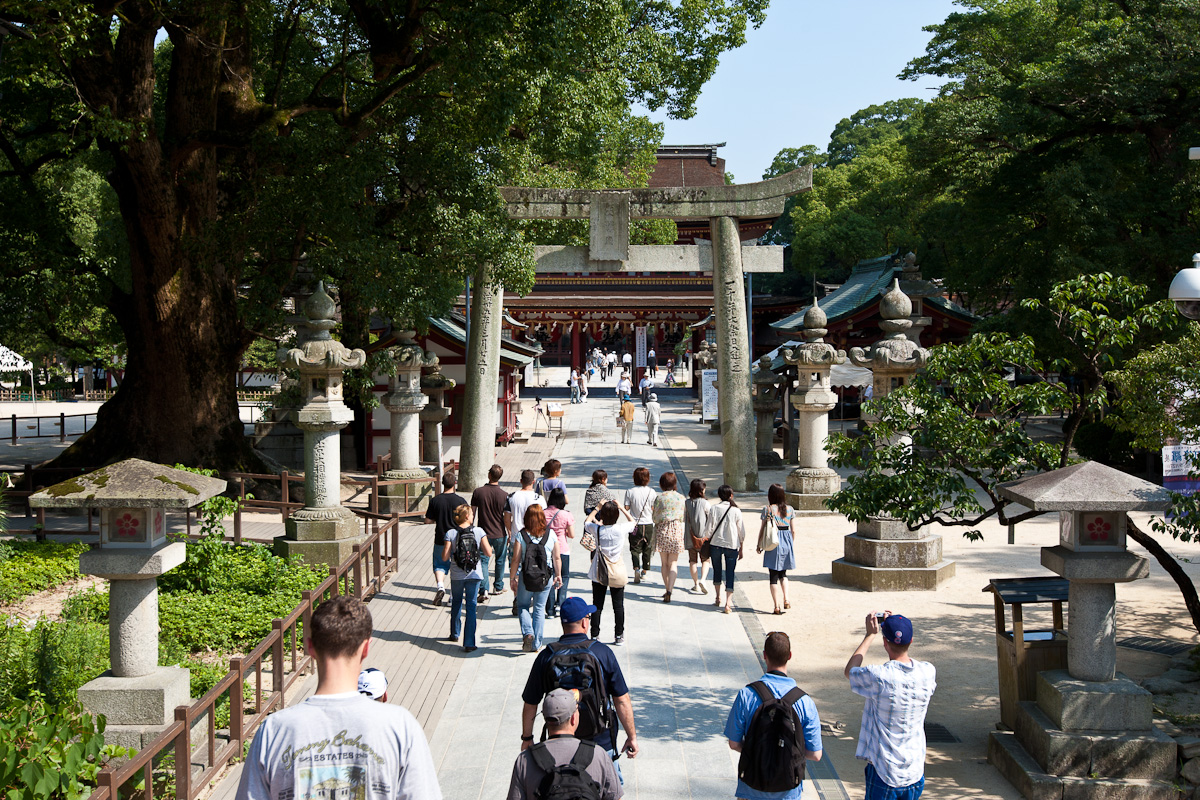
Нагасаки

Забота государства о развитии туристического бизнеса проявляется в правовой поддержке перспективных начинаний в этой отрасли. Примером могут служить законы о развитии курортных районов, о национальных парках, об улучшении оборудования международных туристических гостиниц, о работе гида-переводчика, о развитии туризма через традиционные празднества и мероприятия, о горячих источниках и многие другие.
Сегодня Япония располагает множеством заповедников и исторических памятников, зоопарков и ботанических садов, музеев и развлекательных комплексов, ознакомление с которыми превращается в комфортное занятие благодаря развитому гостиничному хозяйству, современной транспортной системе и отвечающему мировым стандартам сервису. Организацией туризма в Японии занимаются специализированные туристические агентства и фирмы, которых здесь насчитывается более пяти тысяч. В зависимости от времени года туристические агентства выбирают наиболее красивое место в данное время года и составляют туры.
Туристам для посещения Японии необходимо иметь японскую визу в загранпаспорте.

### Транспорт

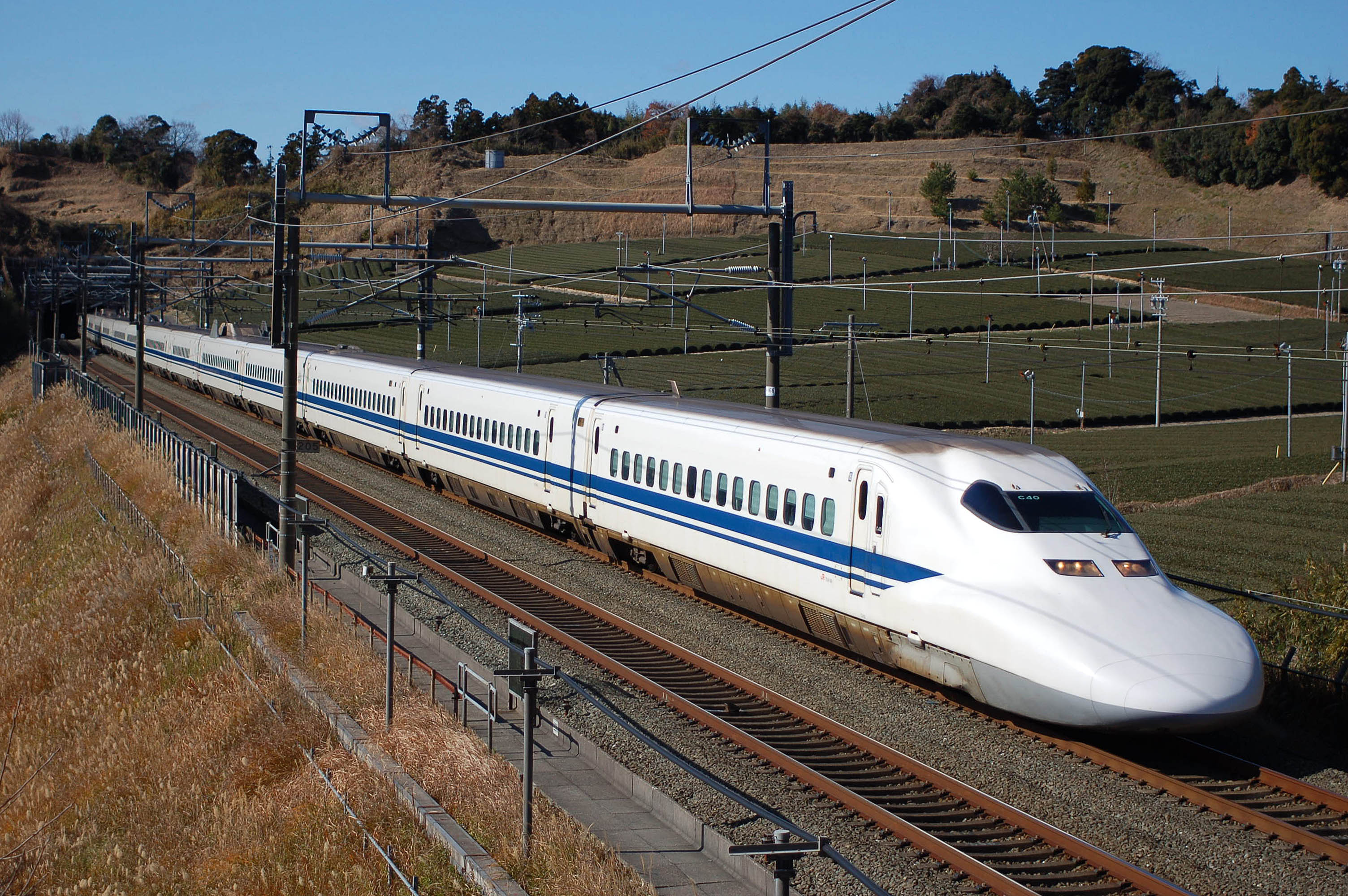
Скоростной поезд синкансэн — обычный способ передвижения в Японии

Япония вложила много средств в строительство дорог. Основным средством передвижения является автотранспорт, использующий около 1,2 млн км. мощённых дорог. В Японии левостороннее движение. Единая сеть высокоскоростных платных дорог связывает крупные города страны. Налоги для владельцев автомобилей и налоги на топливо используются для поощрения экономичных технологий.
Десятки железнодорожных компаний конкурируют на национальном и региональных рынках — например, 7 компаний «Японских железных дорог», Kintetsu, Seibu Railway и Keio Corporation. Около 250 скоростных поездов синкансэн соединяют главные города страны. Японские машинисты известны своей пунктуальностью.
В Японии 173 аэропорта. Полёты — популярный способ передвижения. Крупнейший национальный аэропорт — Международный аэропорт Токио — является вторым по загруженности аэропортом Азии. Крупнейшие международные аэропорты включают в себя Нариту, Кансай и Тюбу, а крупнейшим портом является порт Нагои.

### Связь
Япония обладает хорошо развитой высокотехнологичной системой национальной и международной связи. Телефонный код страны — +81, интернет-домен — .jp. Государственным регулированием связи занимается Министерство внутренних дел и коммуникаций Японии.
В 2013 году количество контрактов на мобильную связь составило 136,04 млн, на пользование стационарным телефоном — 28,47 млн, а также было зарегистрировано 31,27 млн номеров IP-телефонии. В 2014 году услуги мобильной связи предоставляли три крупнейших национальных оператора: NTT docomo (63,57 млн абонентов), KDDI (41,02 млн) и Softbank Mobile (36,48 млн). По состоянию на 2013 год, сетью Интернет пользовалось 86,2 % населения.

## Наука

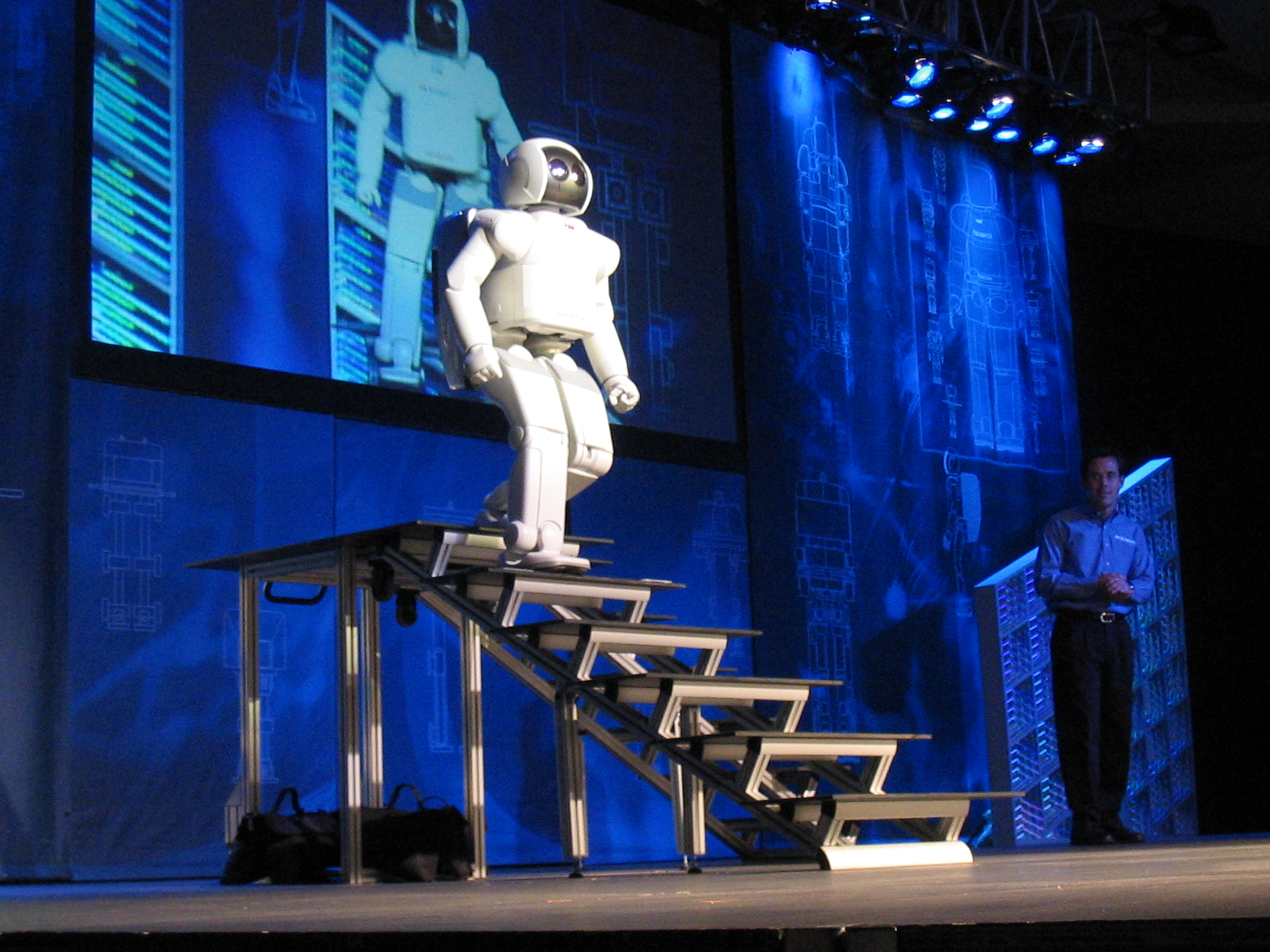
Модель робота ASIMO

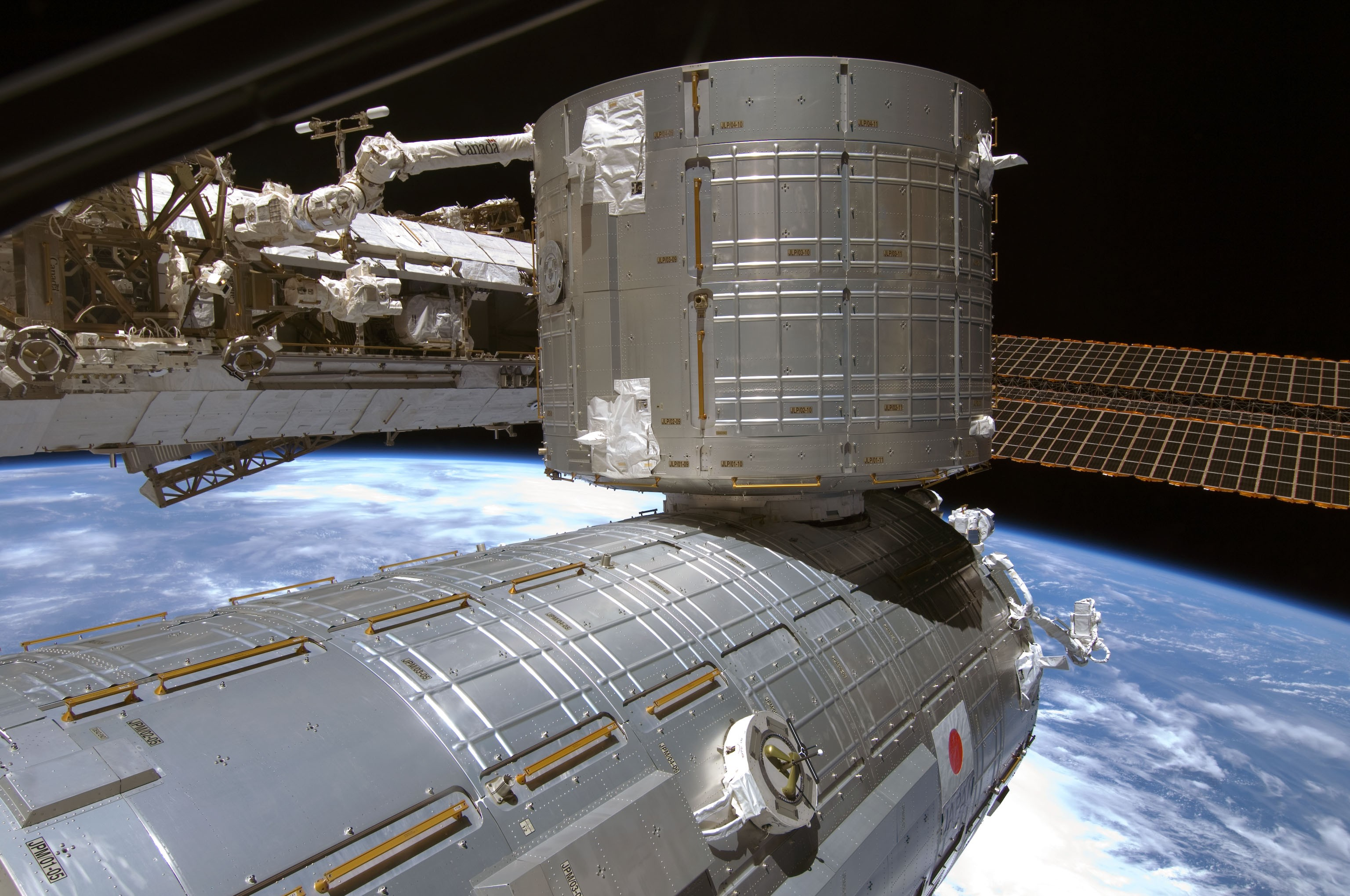
Японский модуль международной космической станции — Кибо

Япония — одна из лидирующих стран в области научных исследований, таких как высокие технологии, биомедицина и робототехника. Национальный бюджет НИОКР составляет 130 миллиардов долларов США и в исследованиях задействовано почти 700 тыс. учёных. Япония занимает третье место по средствам, затрачиваемым на науку. Она лидирует в фундаментальной науке: среди японцев 23 нобелевских лауреатов по физике, химии или медицине (см. Лауреаты Нобелевской премии из Японии), три лауреата Филдсовской премии и лауреат премии Гаусса. Япония занимает первое место по производству и использованию роботов. Так, в стране используется более половины (402 200 из 742 500) из всех произведённых индустриальных роботов. В этой стране придумали таких роботов как QRIO, ASIMO и AIBO.
Япония имеет развитую космическую программу и занимает 4-е место по объёмам космической деятельности. Японское агентство аэрокосмических исследований (JAXA) занимается космическими, планетными, авиационными исследованиями, а также проектирует ракеты и спутники. Агентство обладает возможностью запуска искусственных спутников Земли, автоматических межпланетных станций, участвует в программе Международной космической станции. В 2010 году JAXA запустила аппарат PLANET-C для изучения Венеры, в октябре 2018 года вместе с ЕКА планирует запустить аппарат BepiColombo для исследования Меркурия, а к 2030 году — построить базу на Луне. 14 сентября 2007 года с космического центра Танегасима с помощью ракеты-носителя H-IIA был запущен второй искусственный спутник Луны под названием Кагуя. Это крупнейшая исследовательская миссия по изучению Луны после программы Аполлон. Он работал на лунной орбите год и 8 месяцев.
В честь Японии назван астероид (727) Ниппония, открытый в 1912 году.

## Культура и общество

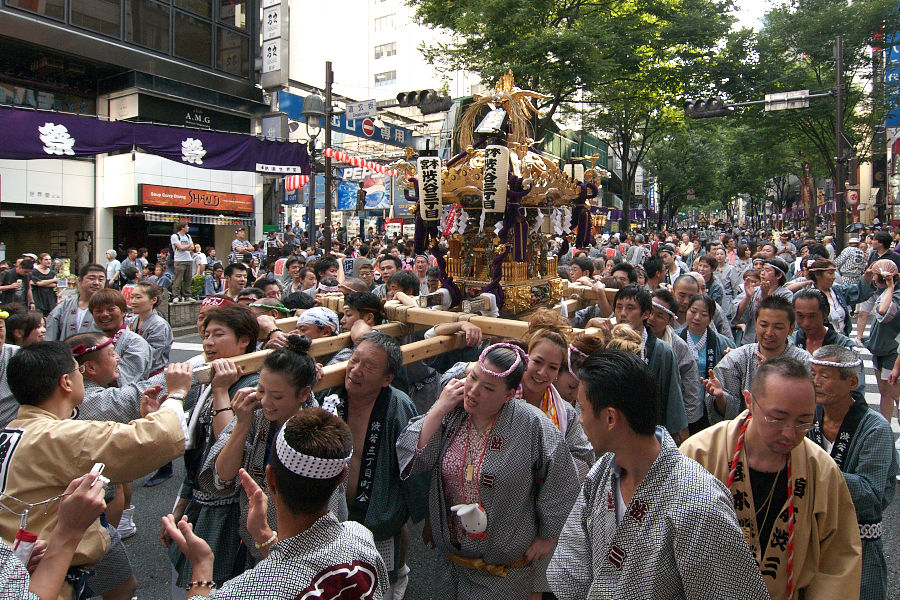
Микоси

В Японии с конца I тысячелетия н. э. существует развитая литература (так, текст японского гимна датируется IX—X веком). До наших дней сохраняются памятники живописи и архитектуры с начала II тысячелетия до нашей эры. Большое влияние на японскую культуру в период её становления имела китайская, а после Реставрации Мэйдзи — западноевропейская. В XX веке японские аниме и манга завоевали признание в мировом масштабе.
В японской культуре чёрный цвет — символ благородства, возраста и опыта по контрасту с белым цветом, который символизирует ученичество, молодость. Чёрный цвет символизирует высший ранг во многих боевых искусствах (чёрный пояс).

### Летоисчисление
Начиная с 1 января 1873 года в Японии была принята европейская система летоисчисления, но наряду с ней сохранилась и традиционная японская система летоисчисления по девизам правления императоров, заимствованная из Китая. Каждый император, вступая на престол, утверждает девиз (нэнго), под которым будет проходить его правление. Начало действия девиза правления считается первым годом нового исторического периода. Первый девиз правления — Тайка («Великие перемены») — был принят в 645 году, однако полностью эта система утвердилась, начиная с 701 года. Текущий период — Рэйва («Прекрасная гармония») — действует с 1 мая 2019 года. В 1979 году парламент принял закон об обязательном употреблении нэнго в официальных документах.

### Искусство
См. статьи
- Архитектура Японии
- Литература Японии
  - Манга
- Кинематограф Японии
  - Аниме
- Музыка Японии
- Театр Японии

### Средства массовой информации
По суммарному тиражу ежедневных газет (72,7 млн экз.) Япония занимает первое место в мире, по тиражу на душу населения (592 экз. на 1 тыс. чел.) — второе место, уступая лишь Норвегии. Крупнейшими общенациональными газетами являются «Асахи» (12,4 млн экз.), «Ёмиури» (14,4 млн экз.), «Майнити» (5,6 млн экз.) и «Никкэй» (4,7 млн экз.). Они также имеют издания на английском языке: «Асахи ивнинг ньюс» — Asahi Evening News (38,8 тыс. экз.), «Дэйли ёмиури» — The Daily Yomiuri (52,8 тыс. экз.), «Никкэй уикли» — Nikkei Weekly (34,4 тыс. экз.), также на английском языке выходит газета «Джэпэн таймс» (The Japan Times — 80 тыс. экз.). Кроме этого, в Японии издаются десятки местных (региональных и префектурных) газет.
Шестью ведущими японскими телерадиокомпаниями являются:
- NHK — японская вещательная корпорация, являющаяся крупнейшей в Японии телекомпанией и одной из крупнейших в мире. Для зарубежной аудитории NHK действует служба NHK World, состоящая из телеканалов NHK World TV, NHK World Premium и радиовещания на коротких волнах и в интернете (на 22 языках, включая русский) — NHK World Radio Japan[154].
- Nippon Television
- Tokyo Broadcasting System Holdings — материнская компания для телесети TBS TV и радиосети TBS Radio & Communications. Владеет 28 новостными сетями JNN и 34 радиосетями JRN.
- TV Tokyo
- Fuji Television
- TV Asahi

### Спорт

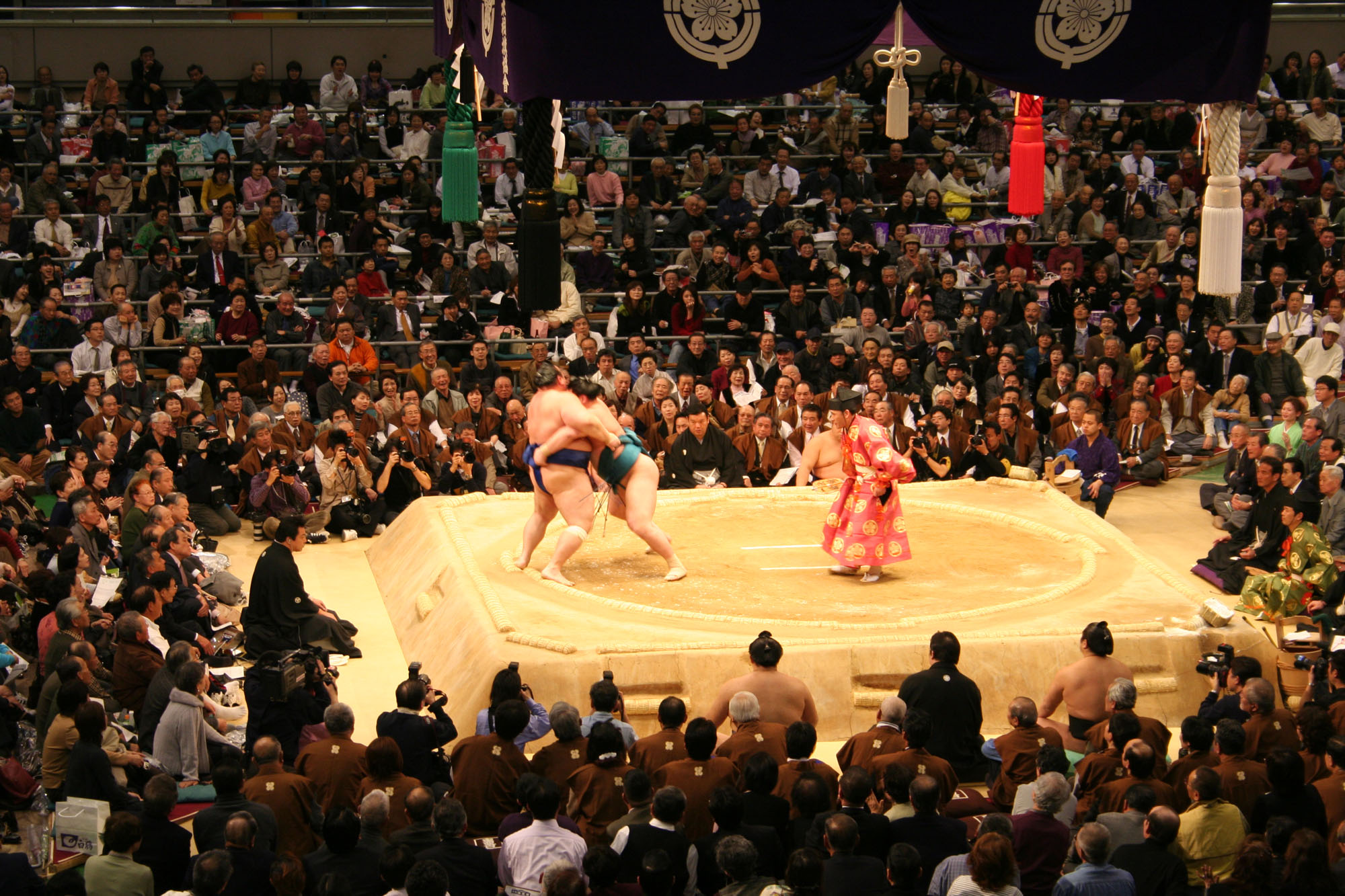
Турнир сумо в Осаке

Сумо считается национальным видом спорта в Японии и является третьим по популярности видом профессионального спорта. Некоторые виды боевого искусства, такие как дзюдо, кэндо и карате также собирают большое количество зрителей. После реставрации Мэйдзи в Японии появились и распространились благодаря системе образования многие западные виды спорта.
Бейсбол — самый популярный профессиональный вид спорта. Профессиональная японская бейсбольная лига была основана в 1936 году. Среди известных японских бейсболистов можно отметить Итиро Судзуки, который дважды в составе сборной Японии становился победителем Мировой бейсбольной классики.
После основания Джей-лиги в 1992 году футбол также стал набирать популярность. В современной Японии это второй по популярности вид спорта. Футбольная команда Японии — одна из самых успешных среди азиатских команд, она трижды выигрывала Кубок Азии по футболу. С 1981 по 2004 год финалы Межконтинентального кубка по футболу проводились исключительно в Японии. В 2002 году в Японии и Южной Корее прошёл Чемпионат мира по футболу, где Япония дошла до 1/8 финала, а Корея обеспечила себе 4 место, уступив Турции в матче за 3 место 2:3. Другими популярными видами спорта являются гольф, бокс, моторные виды спорта и реслинг.
В Японии проводились Летние Олимпийские игры 1964 и 2020 годов, а также Зимние Олимпийские игры 1998 и 1972 годов.

### Праздники

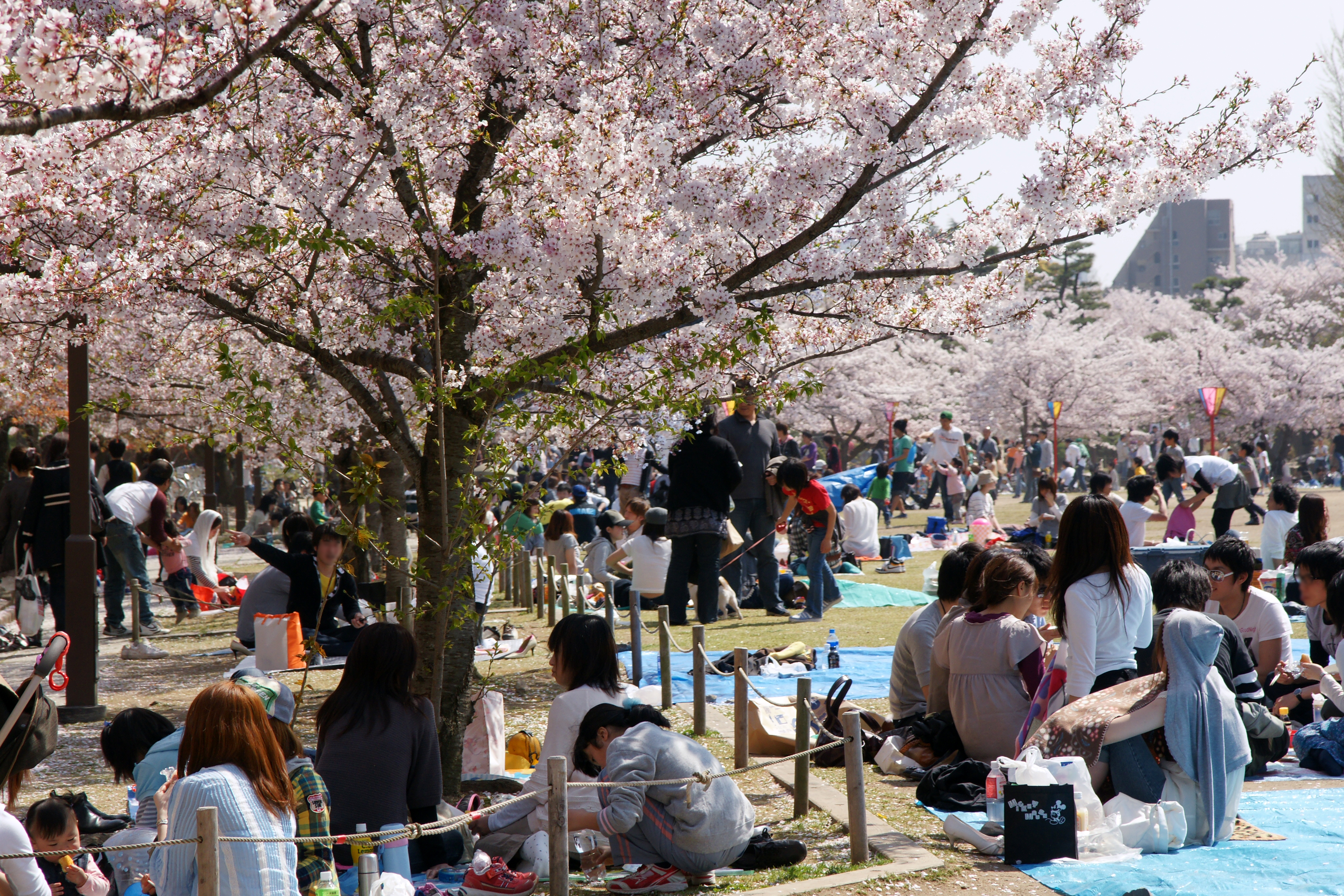
Ханами

В Японии насчитывается 16 государственных праздников, называемых сюкудзицу (яп. 祝日 — «праздничный день»). Эти дни официально являются выходными, их перечень устанавливается законом о государственных праздниках. Четыре праздничных дня, идущих практически друг за другом (День Сёва, День конституции, День зелени и День детей) собирательно именуют «золотой неделей». Японским правительством также была введена система счастливых понедельников, в соответствии с которой в 2000-е годы четыре праздника — День совершеннолетия, День моря, День почитания старших и День физкультуры — были перенесены с фиксированных календарных дат на понедельники (таким образом давалось три выходных дня подряд).
Помимо государственных, в Японии существуют неофициальные праздники, называемые мацури (яп. 祭). В каждой местности есть свои традиционные мацури, однако некоторые из них отмечаются по всей стране — танабата, хинамацури, сэцубун, сити-го-сан и прочие. Другим широко известным праздничным событием является цветение сакуры. Отмечаются и заимствованные праздники, которые стали в Японии традицией относительно недавно (например, День святого Валентина).
| Дата                        | Название                                                          |
| --------------------------- | ----------------------------------------------------------------- |
| 1 января                    | Первый день Нового года (яп. 元日 гандзицу)                       |
| Второй понедельник января   | День совершеннолетия (яп. 成人の日 сэйдзин но хи)                 |
| 11 февраля                  | День основания государства (яп. 建国記念の日 кэнкоку кинэн но хи) |
| 23 февраля                  | День рождения императора (яп. 天皇誕生日 тэнно: тандзё:би)        |
| Около 21 марта              | День весеннего равноденствия (яп. 春分の日 сюмбун но хи)          |
| 29 апреля                   | День Сёва (яп. 昭和の日 сё:ва но хи)                              |
| 3 мая                       | День конституции (яп. 憲法記念日 кэмпо: кинэмби)                  |
| 4 мая                       | День зелени (яп. みどりの日 мидори но хи)                         |
| 5 мая                       | День детей (яп. こどもの日 кодомо но хи)                          |
| Третий понедельник июля     | День моря (яп. 海の日 уми но хи)                                  |
| 11 августа                  | День гор (яп. 山の日 яма но хи)                                   |
| Третий понедельник сентября | День почитания старших (яп. 敬老の日 кэйро: но хи)                |
| Около 23 сентября           | День осеннего равноденствия (яп. 秋分の日 сю:бун но хи)           |
| Второй понедельник октября  | День физкультуры (яп. 体育の日 тайику но хи)                      |
| 3 ноября                    | День культуры (яп. 文化の日 бунка но хи)                          |
| 23 ноября                   | День благодарности труду (яп. 勤労感謝の日 кинро: канся но хи)    |

## Социальная сфера

### Образование

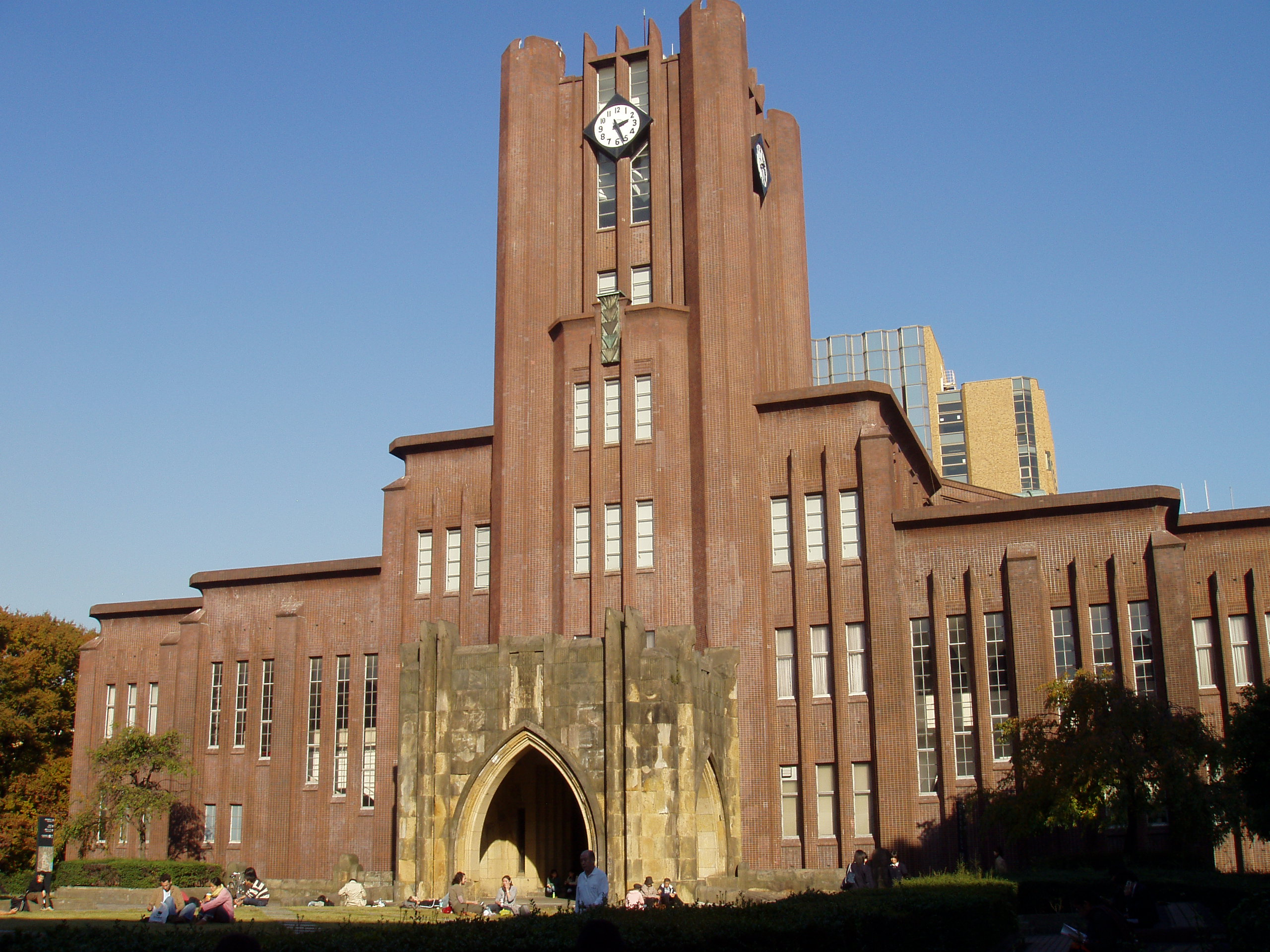
Аудитории Ясуда Токийского университета, одного из самых престижных университетов Японии

Начальное, среднее и высшее образование было введено в Японии в 1872 году в результате реставрации Мэйдзи. С 1947 года обязательное образование в Японии состоит из начальной школы и средней школы, которое продолжается в течение девяти лет (в возрасте от 6 до 15 лет). Почти все дети продолжают образование в трёхлетней старшей школе, и, согласно Министерству образования, культуры, спорта, науки и технологий, около 75,9 % выпускников средних школ продолжают обучение в университетах, колледжах, профессиональных училищах или других учреждениях. Образование Японии очень конкурентоспособно, в частности, для поступления в высшие учебные заведения. Лучшими университетами Японии считаются Токийский и Киотский университеты.
Из иностранных языков в японских школах чаще всего изучают английский. История преподавания русского как иностранного в Японии насчитывает около 150 лет. Общее число русскоязычных в стране неизвестно, но ежегодно выпускаются несколько тысяч студентов-носителей языка.

### Здравоохранение
Медицинские услуги в Японии предоставляются государственным и местными правительствами. Оплата за личные медицинские услуги производится через универсальную систему медицинского страхования, которая обеспечивает относительное равенство доступа, сборов, установленных правительственным комитетом. Люди, не имеющие страховки, через работодателя могут участвовать в национальной программе медицинского страхования в ведении местных органов власти. С 1973 года финансируемое правительством страхование распространяется на всех пожилых людей. Пациенты имеют право выбирать врача, а также средства обслуживания. Расходы, понесённые в связи с медицинским обслуживанием (лечением), страхованием жизни и пенсионным страхованием при налогообложении учитываются со значительными льготами.
Правительство Синдзо Абэ планирует внести 1 апреля 2019 года поправки в конституцию страны, согласно которым любое физическое наказание детей со стороны родителей (в том числе и приёмных), воспитателей, учителей и иных социальных работников будет считаться преступлением. Поводом для законодательных изменений стало убийство 10-летней девочки в результате домашнего насилия при отсутствии помощи полиции и органов социальной защиты.

### Бездомные
Долгое время японская статистика никак не учитывала бездомных (нодзюку сэйкацуся, то есть не имеющие крыши над головой), но в середине 1990-х годов эта проблема стала заметной и ей занялись местные власти. В 2002 году принят закон о бездомных (дзирицу сиэн хо), который предполагает размещение бездомных в общежитиях или в приютах (где им предоставляются еда, кровать и предметы первой необходимости, но не наличные деньги), и предусматривает возможности получения ими профессии. С. Б. Маркарьян пишет о 25 тысячах бездомных, отмечая, что с 2003 года эта цифра почти не меняется. В основном бездомные — это мужчины 55—56 лет, никогда не состоявшие в браке и имеющие низкий уровень образования.